# Procesy załogi Dachau przed Trybunałem Wojskowym w Dachau
Procesy załogi Dachau przed Trybunałem Wojskowym w Dachau – były to procesy personelu nazistowskiego obozu koncentracyjnego Dachau, które po zakończeniu II wojny światowej odbyły się przed amerykańskim Trybunałem Wojskowym w Dachau. Wszystkim oskarżonym zarzucano popełnienie zbrodni wojennych i przeciw ludzkości, a zwłaszcza mordowanie, katowanie, torturowanie i głodzenie więźniów obozu.

## Proces załogi Dachau (US vs. Martin Gottfried Weiss i inni)w dniach 15 listopada – 13 grudnia 1945 roku
Był to pierwszy i zarazem najważniejszy proces wytoczony zbrodniarzom kompleksu obozowego Dachau. Na ławie oskarżonych zasiadło 42 członków załogi obozu, w tym komendant Martin Gottfried Weiss, a także kierownicy obozu Friedrich Wilhelm Ruppert, Josef Jarolin i Michael Redwitz. Zapadło trzydzieści dziewięć wyroków śmierci, z których wykonano w dniach 28 i 29 maja 1946 roku dwadzieścia osiem.

## Proces załogi Dachau (US vs. Karl Adami i inni) w dniach 11–14 października 1946 roku
Na ławie oskarżonych w tym procesie zasiadło ośmiu byłych członków załogi Dachau. Wszyscy zostali uznani za winnych stawianych im zarzutów. Oskarżonych skazano na krótkoterminowe kary pozbawienia wolności od 6 miesięcy do 3 lat.
Wyrok amerykańskiego Trybunału Wojskowego w procesie załogi Dachau (US vs. Karl Adami i inni):
| Oskarżony       | Stopień             | Funkcja                          | Wyrok                                                |
| --------------- | ------------------- | -------------------------------- | ---------------------------------------------------- |
| Josef Bönsch    | nieznany (SS)       | kierownik komanda więźniarskiego | 3 lata pozbawienia wolności                          |
| Georg Karpe     | SS-Unterscharführer | strażnik                         | 2,5 roku pozbawienia wolności                        |
| Alfred Scholz   | SS-Rottenführer     | strażnik                         | 2 lata pozbawienia wolności                          |
| Andreas Depner  | SS-Scharführer      | strażnik                         | 6 miesięcy pozbawienia wolności                      |
| Karl Adami      | nieznany (SS)       | strażnik                         | 6 miesięcy pozbawienia wolności                      |
| Adolf Balters   | nieznany (SS)       | strażnik                         | 6 miesięcy pozbawienia wolności                      |
| Franz Bayer     | nieznany (SS)       | strażnik                         | 6 miesięcy pozbawienia wolności                      |
| Anton Schermaul | nieznany (SS)       | strażnik                         | 6 miesięcy pozbawienia wolności (wyrok unieważniono) |

## Proces załogi Dachau (US vs. Johann Barzen i inni) w dniu 16 października 1946 roku
Na ławie oskarżonych w tym procesie zasiadło ośmiu byłych członków załogi Dachau. Siedmiu z nich uznani skazano na karę 1,5 roku pozbawienia wolności. Jednego oskarżonego uniewinniono.
Wyrok amerykańskiego Trybunału Wojskowego procesie załogi Dachau (US vs. Johann Barzen i inni):
| Oskarżony            | Stopień             | Funkcja                                     | Wyrok                         |
| -------------------- | ------------------- | ------------------------------------------- | ----------------------------- |
| Anton Biber          | SS-Unterscharführer | dowódca oddziałów wartowniczych w podobozie | 1,5 roku pozbawienia wolności |
| Johann Barzen        | nieznany (SS)       | strażnik                                    | 1,5 roku pozbawienia wolności |
| Georg Bauer          | nieznany (SS)       | kierowca obozowy                            | 1,5 roku pozbawienia wolności |
| Johann Bielz         | nieznany (SS)       | strażnik                                    | 1,5 roku pozbawienia wolności |
| Josef Herbert        | nieznany (SS)       | strażnik                                    | 1,5 roku pozbawienia wolności |
| Franz Lauter         | nieznany (SS)       | strażnik                                    | 1,5 roku pozbawienia wolności |
| Herbert Sehmisch     | nieznany (SS)       | strażnik                                    | 1,5 roku pozbawienia wolności |
| Paul Hermann Rechner | SS-Rottenführer     | strażnik                                    | uniewinniony                  |

## Proces załogi Dachau (US vs. Otto Becker i inni) w dniach 21–23 października 1946 roku
Na ławie oskarżonych w tym procesie zasiadło siedmiu byłych członków załogi Dachau. Wszyscy skazani zostali na terminowe kary pozbawienia wolności (od 1,5 roku do 5 lat).
Wyrok amerykańskiego trybunału wojskowego w procesie załogi Dachau (US vs. Otto Becker i inni):
| Oskarżony        | Stopień        | Funkcja              | Wyrok                                   |
| ---------------- | -------------- | -------------------- | --------------------------------------- |
| Rudolf Höhne     | nieznany (SS)  | dentysta w podobozie | 5 lat pozbawienia wolności              |
| Claus Franzen    | SS-Scharführer | strażnik w podobozie | 3 lata pozbawienia wolności             |
| Michael Lanzl    | nieznany (SS)  | strażnik w podobozie | 3 lata pozbawienia wolności             |
| Alois Lang       | nieznany (SS)  | strażnik w podobozie | 2 lata pozbawienia wolności             |
| Otto Becker      | nieznany (SS)  | strażnik             | 1 rok i 9 miesięcy pozbawienia wolności |
| Otmar Zerbes     | SS-Scharführer | dentysta w podobozie | 1,5 roku pozbawienia wolności           |
| Nikolaus Pflaume | nieznany (SS)  | strażnik w podobozie | 1,5 roku pozbawienia wolności           |

## Proces załogi Dachau (US vs. Josef Bablick i inni) w dniu 22 października 1946 roku
Na ławie oskarżonych w tym procesie zasiadło siedmiu byłych członków załogi Dachau. Wszyscy skazani zostali na terminowe kary pozbawienia wolności
(od 1,5 roku do 2 lat).
Wyrok amerykańskiego trybunału wojskowego w procesie załogi Dachau (US vs. Josef Bablick i inni):
| Oskarżony        | Stopień       | Funkcja               | Wyrok                         |
| ---------------- | ------------- | --------------------- | ----------------------------- |
| Josef Bablick    | nieznany (SS) | sanitariusz           | 2 lata pozbawienia wolności   |
| Willi Dornhekter | nieznany (SS) | strażnik w podobozach | 2 lata pozbawienia wolności   |
| Paul Euba        | nieznany (SS) | strażnik              | 2 lata pozbawienia wolności   |
| Johann Heintz    | nieznany (SS) | strażnik              | 2 lata pozbawienia wolności   |
| Andreas Lang     | nieznany (SS) | strażnik              | 2 lata pozbawienia wolności   |
| Max Stargardt    | nieznany (SS) | strażnik w podobozie  | 2 lata pozbawienia wolności   |
| Willy Unger      | nieznany (SS) | strażnik              | 1,5 roku pozbawienia wolności |

## Proces załogi Dachau (US vs. Thomas Brückner i inni) w dniach 14–21 lipca 1947 roku
Na ławie oskarżonych w tym procesie zasiadło ośmiu byłych członków załogi Dachau. Wszyscy skazani zostali na terminowe kary pozbawienia wolności (od 1 roku i 3 miesięcy do 2 lat).
Wyrok amerykańskiego trybunału wojskowego w procesie załogi Dachau (US vs. Thomas Brückner i inni):
| Oskarżony          | Stopień             | Funkcja                            | Wyrok                                                        |
| ------------------ | ------------------- | ---------------------------------- | ------------------------------------------------------------ |
| Michael Dietlmayer | nieznany (SS)       | urzędnik administracji w podobozie | 2 lata pozbawienia wolności                                  |
| Josef Heller       | SS-Unterscharführer | strażnik w podobozie               | 2 lata pozbawienia wolności                                  |
| Josef Hollheiger   | SS-Oberschütze      | strażnik                           | 2 lata pozbawienia wolności                                  |
| Thomas Brückner    | SS-Schütze          | strażnik w podobozie               | 1,5 roku pozbawienia wolności                                |
| Josef Jeisel       | nieznany (SS)       | strażnik                           | 1,5 roku pozbawienia wolności                                |
| Stefan Jung        | nieznany (SS)       | strażnik w podobozie               | 1,5 roku pozbawienia wolności                                |
| Ernst Morlock      | nieznany (SS)       | strażnik w podobozie               | 1,5 roku pozbawienia wolności                                |
| Erwin Burghard     | SS-Schütze          | strażnik w podobozie               | 1 rok i 3 miesiące pozbawienia wolności (wyrok unieważniono) |

## Proces załogi Dachau (US vs. Rudolf Dippe i inni), który rozpoczął się 25–29 października 1946 roku
Na ławie oskarżonych w tym procesie zasiadło siedmiu byłych członków personelu obozu Dachau. Czterech oskarżonych skazanych zostało na krótkoterminowe kary pozbawienia wolności. Trzech natomiast uniewinniono.
Wyrok amerykańskiego trybunału wojskowego w procesie załogi Dachau (US vs. Rudolf Dippe i inni):
| Oskarżony       | Stopień            | Funkcja                        | Wyrok                                                                       |
| --------------- | ------------------ | ------------------------------ | --------------------------------------------------------------------------- |
| Georg Götz      | nieznany (SS)      | kierownik zakładów szewskich   | 5 lat pozbawienia wolności                                                  |
| Rudolf Dippe    | SS-Obersturmführer | kierownik fabryki w podobozie  | 5 lat pozbawienia wolności (kara zamieniona na 3 lata pozbawienia wolności) |
| Ernst Holler    | SS-Oberschütze     | strażnik w fabryce w podobozie | 2 lata pozbawienia wolności                                                 |
| Robert Lenz     | nieznany (SS)      | strażnik                       | 2 lata pozbawienia wolności                                                 |
| August Drechsel | pracownik cywilny  | nadzorca w fabryce w podobozie | uniewinniony                                                                |
| Roland Glossman | pracownik cywilny  | urzędnik w fabryce w podobozie | uniewinniony                                                                |
| Benno Leiminger | nieznany (SS)      | strażnik                       | uniewinniony                                                                |

## Proces załogi Dachau (US vs. Wilhelm Bergler i inni) w dniach 29–30 października 1946 roku
Na ławie oskarżonych w tym procesie zasiadło siedmiu byłych członków personelu obozu Dachau. Czterech oskarżonych skazanych zostało na krótkoterminowe kary pozbawienia wolności. Trzech natomiast uniewinniono.
Wyrok amerykańskiego trybunału wojskowego w procesie załogi Dachau (US vs. Wilhelm Bergler i inni):
| Oskarżony       | Stopień             | Funkcja                                    | Wyrok                         |
| --------------- | ------------------- | ------------------------------------------ | ----------------------------- |
| Richard Bruhn   | SS-Hauptscharführer | dowódca oddziału wartowniczego w podobozie | 1,5 roku pozbawienia wolności |
| Hans Beyer      | SS-Unterscharführer | strażnik w podobozie                       | 1,5 roku pozbawienia wolności |
| Otto Ganschow   | nieznany (SS)       | kierowca w podobozie                       | 1,5 roku pozbawienia wolności |
| Albert Grisse   | SS-Schütze          | strażnik w podobozie                       | 1,5 roku pozbawienia wolności |
| Wilhelm Bergler | nieznany (SS)       | strażnik w podobozach                      | uniewinniony                  |
| Adolf Dreher    | nieznany (SS)       | strażnik                                   | uniewinniony                  |
| Hermann Bühler  | nieznany (SS)       | strażnik w podobozie                       | uniewinniony                  |

## Proces załogi Dachau (US vs. Wilhelm Bühler i inni) w dniu 30 października 1946 roku
Na ławie oskarżonych w tym procesie zasiadło siedmiu byłych członków załogi Dachau. Wszystkim skazanym wymierzono karę 1,5 roku pozbawienia wolności.
Wyrok amerykańskiego trybunału wojskowego w procesie załogi Dachau (US vs. Wilhelm Bühler i inni):
| Oskarżony          | Stopień             | Funkcja                          | Wyrok                                              |
| ------------------ | ------------------- | -------------------------------- | -------------------------------------------------- |
| Wilhelm Bühler     | SS-Unterscharführer | strażnik                         | 1,5 roku pozbawienia wolności                      |
| Robert Gerhardt    | nieznany (SS)       | strażnik                         | 1,5 roku pozbawienia wolności                      |
| Josef Greiner      | nieznany (SS)       | strażnik                         | 1,5 roku pozbawienia wolności                      |
| Otto Hauswirth     | nieznany (SS)       | strażnik                         | 1,5 roku pozbawienia wolności                      |
| Wendel Kirschbaum  | SS-Schütze          | strażnik                         | 1,5 roku pozbawienia wolności                      |
| Alfred Korff       | SS-Rottenführer     | strażnik                         | 1,5 roku pozbawienia wolności (wyrok unieważniono) |
| Hugo Unterpaintner | SS-Unterscharführer | kierownik komanda więźniarskiego | 1,5 roku pozbawienia wolności (wyrok unieważniono) |

## Proces załogi Dachau (US vs. Josef Gombkoto i inni) w dniu 31 października 1946 roku
Na ławie oskarżonych w tym procesie zasiadło siedmiu byłych członków załogi Dachau. Pięciorgu oskarżonym wymierzono krótkoterminowe kary pozbawienia wolności. Dwóch pozostałych uniewinniono.
Wyrok amerykańskiego trybunału wojskowego w procesie załogi Dachau (US vs. Josef Gombkoto i inni):
| Oskarżony       | Stopień             | Funkcja               | Wyrok                         |
| --------------- | ------------------- | --------------------- | ----------------------------- |
| Josef Kobel     | SS-Sturmmann        | strażnik              | 3 lata pozbawienia wolności   |
| Anton Halter    | SS-Sturmmann        | strażnik              | 2,5 roku pozbawienia wolności |
| Josef Gombkoto  | SS-Rottenführer     | strażnik              | 2 lata pozbawienia wolności   |
| Georg Katzian   | SS-Schütze          | strażnik w podobozach | 2 lata pozbawienia wolności   |
| Franz Zingk     | SS-Unterscharführer | strażnik              | 2 lata pozbawienia wolności   |
| Michael Jauch   | SS-Schütze          | strażnik w podobozach | uniewinniony                  |
| Josef Thomaseth | nieznany (SS)       | strażnik              | uniewinniony                  |

## Proces załogi Dachau (US vs. Franz Bezak i inni) w dniu 4 listopada 1946 roku
Na ławie oskarżonych w tym procesie zasiadło ośmiu byłych członków załogi Dachau. Zapadły cztery wyroki krótkoterminowego więzienia. Trzech oskarżonych uniewinniono.
Wyrok amerykańskiego trybunału wojskowego w procesie załogi Dachau (US vs. Franz Bezak i inni):
| Oskarżony        | Stopień             | Funkcja                            | Wyrok                                            |
| ---------------- | ------------------- | ---------------------------------- | ------------------------------------------------ |
| Hans Ehert       | nieznany (SS)       | strażnik w podobozie               | 2 lata pozbawienia wolności                      |
| Josef Erdle      | nieznany (SS)       | strażnik w podobozach              | 2 lata pozbawienia wolności                      |
| Karl Langstein   | SS-Unterscharführer | strażnik                           | 2 lata pozbawienia wolności                      |
| Franz Vitzthum   | nieznany (SS)       | strażnik w podobozach              | 2 lata pozbawienia wolności                      |
| Stefan Schäffler | nieznany (SS)       | strażnik                           | 2 lata pozbawienia wolności (wyrok unieważniono) |
| Franz Bezak      | SS-Oberschütze      | ordynans komendanta obozu głównego | uniewinniony                                     |
| Karl Gastll      | nieznany (SS)       | strażnik                           | uniewinniony                                     |
| Johann Kraft     | nieznany (SS)       | strażnik w podobozie               | uniewinniony                                     |

## Proces załogi Dachau (US vs. Jacob Au i inni) w dniach 4–5 listopada 1946 roku
Na ławie oskarżonych zasiadło siedmiu byłych członków załogi obozu koncentracyjnego Dachau. Wszyscy zostali uznani za winnych stawianych im zarzutów i skazani na kary pozbawienia wolności od 1,5 do 2,5 roku.
Wyrok amerykańskiego trybunału wojskowego w procesie załogi Dachau (US vs. Jacob Au i inni):
| Oskarżony          | Stopień             | Funkcja                                      | Wyrok                         |
| ------------------ | ------------------- | -------------------------------------------- | ----------------------------- |
| Jacob Au           | SS-Oberscharführer  | kierownik komanda więźniarskiego w podobozie | 2,5 roku pozbawienia wolności |
| Karl Hlawaty       | SS-Oberschütze      | strażnik w podobozach                        | 2 lata pozbawienia wolności   |
| Robert Hüttner     | SS-Unterscharführer | kierownik komanda więźniarskiego w podobozie | 2 lata pozbawienia wolności   |
| August Uebersetzig | SS-Oberschütze      | strażnik                                     | 2 lata pozbawienia wolności   |
| Gustav Elgert      | nieznany (SS)       | strażnik w podobozach                        | 1,5 roku pozbawienia wolności |
| Georg Florian      | SS-Oberschütze      | strażnik w podobozie                         | 1,5 roku pozbawienia wolności |
| Johann Neufert     | SS-Schütze          | strażnik w podobozie                         | 1,5 roku pozbawienia wolności |

## Proces załogi Dachau (US vs. Ernst Fränzl i inni) w dniu 5 listopada 1946 roku
Na ławie oskarżonych zasiadło ośmiu byłych członków załogi obozu koncentracyjnego Dachau. Siedmiu skazano na krótkoterminowe kary pozbawienia wolności, a jednego
uniewinniono.
Wyrok amerykańskiego trybunału wojskowego w procesie załogi Dachau (US vs. Ernst Fränzl i inni):
| Oskarżony         | Stopień             | Funkcja                                     | Wyrok                                   |
| ----------------- | ------------------- | ------------------------------------------- | --------------------------------------- |
| Stefan Schwarz    | nieznany (SS)       | strażnik w podobozie                        | 3 lata pozbawienia wolności             |
| Gustav Naubereit  | SS-Rottenführer     | strażnik w podobozie                        | 2 lata pozbawienia wolności             |
| Wilhelm Obermeier | SS-Unterscharführer | strażnik w podobozie                        | 2 lata pozbawienia wolności             |
| Jakob Sättele     | SS-Scharführer      | dowódca oddziałów wartowniczych w podobozie | 2 lata pozbawienia wolności             |
| Walter Selzer     | SS-Rottenführer     | strażnik w podobozie                        | 2 lata pozbawienia wolności             |
| Kurt Penzel       | nieznany (SS)       | strażnik w podobozie                        | 1 rok i 9 miesięcy pozbawienia wolności |
| Ernst Fränzl      | SS-Oberschütze      | strażnik w podobozie                        | 1 rok i 7 miesięcy pozbawienia wolności |
| Friedrich Schnur  | nieznany (SS)       | strażnik w podobozie                        | uniewinniony                            |

## Proces załogi Dachau (US vs. Hans Ulrich i inni) w dniach 12–22 listopada 1946 roku
Na ławie oskarżonych zasiadło dwóch byłych członków załogi obozu koncentracyjnego Dachau, którzy pełnili służbę w obozowej fabryce DAW. Obaj skazani zostali na 20 lat pozbawienia wolności.
Wyrok amerykańskiego trybunału wojskowego w procesie załogi Dachau (US vs. Hans Ulrich i inni):
| Oskarżony   | Stopień            | Funkcja                | Wyrok                       |
| ----------- | ------------------ | ---------------------- | --------------------------- |
| Hans Ulrich | SS-Obersturmführer | kierownik fabryki DAW  | 20 lat pozbawienia wolności |
| Otto Merkle | SS-Oberscharführer | nadzorca w fabryce DAW | 20 lat pozbawienia wolności |

## Proces załogi Dachau (US vs. Fritz Leonardt i inni) w dniu 14 listopada 1946 roku
Na ławie oskarżonych zasiadło pięciu byłych członków załogi obozu koncentracyjnego Dachau. Czterech oskarżonych skazano na kary pozbawienia wolności od 1,5 roku do 2 lat. Jeden oskarżony został uniewinniony.
Wyrok amerykańskiego trybunału wojskowego w procesie załogi Dachau (US vs. Fritz Leonardt i inni):
| Oskarżony            | Stopień  | Funkcja  | Wyrok                         |
| -------------------- | -------- | -------- | ----------------------------- |
| Fritz Leonhardt      | nieznana | nieznany | 2 lata pozbawienia wolności   |
| Erich Lippert        | nieznana | nieznany | 2 lata pozbawienia wolności   |
| Friedrich Orendt     | nieznana | nieznany | 2 lata pozbawienia wolności   |
| Alois Obermeier      | nieznana | nieznany | 1,5 roku pozbawienia wolności |
| Valentin Mischkowitz | nieznana | nieznany | uniewinniony                  |

## Proces załogi Dachau (US vs. Johann Batoha i inni) w dniu 15 listopada 1946 roku
Na ławie oskarżonych zasiadło siedmiu byłych członków załogi obozu koncentracyjnego Dachau. Pięciu oskarżonych skazano na kary pozbawienia wolności od 2 lat do 3,5 roku. Pozostali oskarżeni zostali uniewinnieni.
Wyrok amerykańskiego trybunału wojskowego w procesie załogi Dachau (US vs. Johann Batoha i inni):
| Oskarżony         | Stopień         | Funkcja                                    | Wyrok                         |
| ----------------- | --------------- | ------------------------------------------ | ----------------------------- |
| Adolf Rockenmayer | SS-Rottenführer | urzędnik administracji obozowej            | 3,5 roku pozbawienia wolności |
| Hans Hahn         | nieznana (SS)   | dowódca oddziału wartowniczego w podobozie | 2,5 roku pozbawienia wolności |
| Fritz Pohlers     | SS-Rottenführer | strażnik                                   | 2,5 roku pozbawienia wolności |
| Johann Batoha     | nieznana (SS)   | strażnik                                   | 2 lata pozbawienia wolności   |
| Hermann Mack      | nieznana (SS)   | strażnik                                   | 2 lata pozbawienia wolności   |
| Josef Gehrke      | nieznana (SS)   | strażnik                                   | uniewinniony                  |
| Josef Matre       | nieznana (SS)   | strażnik                                   | uniewinniony                  |

## Proces załogi Dachau (US vs. Johann Albin Heller i inni) w dniu 15 listopada 1946 roku
Na ławie oskarżonych zasiadło siedmiu byłych członków załogi obozu koncentracyjnego Dachau, w tym jeden więzień funkcyjny. Pięciu oskarżonych skazano na kary pozbawienia wolności od 2 do 8 lat. Pozostali oskarżeni zostali uniewinnieni.
Wyrok amerykańskiego trybunału wojskowego w procesie załogi Dachau (US vs. Johann Albin Heller i inni):
| Oskarżony           | Stopień           | Funkcja  | Wyrok                                                                         |
| ------------------- | ----------------- | -------- | ----------------------------------------------------------------------------- |
| Willi Hertha        | nieznana (SS)     | strażnik | 8 lat pozbawienia wolności                                                    |
| Boris Iserlis       | więzień funkcyjny | kapo     | 8 lat pozbawienia wolności                                                    |
| Wilhelm Laux        | nieznana (SS)     | strażnik | 5 lat pozbawienia wolności (kara zamieniona na 2,5 roku pozbawienia wolności) |
| Josef Künzl         | nieznana (SS)     | strażnik | 3 lata pozbawienia wolności (wyrok unieważniono)                              |
| Mathias Huhn        | nieznana (SS)     | strażnik | 2 lata pozbawienia wolności                                                   |
| Johann Albin Heller | nieznana (SS)     | strażnik | uniewinniony                                                                  |
| Georg Karlstetter   | nieznana (SS)     | strażnik | uniewinniony                                                                  |

## Proces załogi Dachau (US vs. Alois Blösser i inni) w dniach 19–20 listopada 1946 roku
Na ławie oskarżonych zasiadło siedmiu byłych członków załogi obozu koncentracyjnego Dachau. Wszyscy oskarżeni skazani zostali na kary pozbawienia wolności od 1,5 roku do 3 lat.
Wyrok amerykańskiego trybunału wojskowego w procesie załogi Dachau (US vs. Alois Blösser i inni):
| Oskarżony          | Stopień             | Funkcja                          | Wyrok                         |
| ------------------ | ------------------- | -------------------------------- | ----------------------------- |
| Heinrich Jochimsen | SS-Rottenführer     | kierownik komanda więźniarskiego | 3 lata pozbawienia wolności   |
| Heinrich Palm      | SS-Oberscharführer  | urzędnik administracji obozowej  | 2 lata pozbawienia wolności   |
| Karl Schmelz       | SS-Unterscharführer | urzędnik administracji obozowej  | 2 lata pozbawienia wolności   |
| Alois Blösser      | SS-Rottenführer     | strażnik                         | 2 lata pozbawienia wolności   |
| Oskar Press        | nieznana (SS)       | urzędnik administracji obozowej  | 1,5 roku pozbawienia wolności |
| Josef Reinert      | nieznana (SS)       | strażnik                         | 1,5 roku pozbawienia wolności |
| Heinrich Richter   | nieznana (SS)       | strażnik                         | 1,5 roku pozbawienia wolności |

## Proces załogi Dachau (US vs. Johann Baumgartner i inni) w dniu 20 listopada 1946 roku
Na ławie oskarżonych zasiadło siedmiu byłych członków załogi obozu koncentracyjnego Dachau. Sześciu oskarżonych skazanych zostało na kary pozbawienia wolności od 2 lat do 2,5 roku. Jednego oskarżonego uniewinniono.
Wyrok amerykańskiego trybunału wojskowego w procesie załogi Dachau (US vs. Johann Baumgartner i inni):
| Oskarżony          | Stopień             | Funkcja                                     | Wyrok                         |
| ------------------ | ------------------- | ------------------------------------------- | ----------------------------- |
| Franz Pohl         | SS-Sturmscharführer | dowódca oddziałów wartowniczych w podobozie | 2,5 roku pozbawienia wolności |
| Adam Pfeifer       | SS-Rottenführer     | strażnik                                    | 2,5 roku pozbawienia wolności |
| Michael Maubach    | SS-Scharführer      | strażnik w podobozie                        | 2 lata pozbawienia wolności   |
| Kurt Max Pröhl     | SS-Rottenführer     | strażnik w podobozie                        | 2 lata pozbawienia wolności   |
| Karl Randhan       | SS-Rottenführer     | strażnik w podobozie                        | 2 lata pozbawienia wolności   |
| Franz Tonweber     | SS-Rottenführer     | strażnik w podobozie                        | 2 lata pozbawienia wolności   |
| Johann Baumgartner | SS-Scharführer      | strażnik w podobozie                        | uniewinniony                  |

## Proces załogi Dachau (US vs. Ernst Eisenhardt i inni) w dniu 21 listopada 1946 roku
Na ławie oskarżonych zasiadło siedmiu byłych członków załogi obozu koncentracyjnego Dachau. Sześciu oskarżonych skazanych zostało na kary pozbawienia wolności od 21 miesięcy do 2 lat. Jednego oskarżonego uniewinniono.
Wyrok amerykańskiego trybunału wojskowego w procesie załogi Dachau (US vs. Ernst Eisenhardt i inni):
| Oskarżony          | Stopień             | Funkcja  | Wyrok                            |
| ------------------ | ------------------- | -------- | -------------------------------- |
| Ernst Eisenhardt   | SS-Oberschütze      | strażnik | 2 lata pozbawienia wolności      |
| Friedrich Käser    | SS-Rottenführer     | strażnik | 2 lata pozbawienia wolności      |
| Wilhelm Kumkar     | nieznany (SS)       | strażnik | 2 lata pozbawienia wolności      |
| Hans Spiegler      | nieznany (SS)       | strażnik | 2 lata pozbawienia wolności      |
| Philipp Thees      | SS-Rottenführer     | strażnik | 2 lata pozbawienia wolności      |
| Josef Valerien     | SS-Unterscharführer | strażnik | 21 miesięcy pozbawienia wolności |
| Johann Baumgartner | SS-Rottenführer     | strażnik | uniewinniony                     |

## Proces załogi Dachau (US vs. Ernst Angerer i inni)w dniach 26 listopada – 3 grudnia 1946 roku
Na ławie oskarżonych zasiadło trzech esesmanów, w tym dwóch Rapportführerów i jeden Blockführer. Zapadły dwa wyroki śmierci i jedna kara 25 lat pozbawienia wolności.
Wyrok amerykańskiego trybunału wojskowego w procesie załogi Dachau (US vs. Ernst Angerer i inni):
| Oskarżony        | Stopień             | Funkcja       | Wyrok                                                            |
| ---------------- | ------------------- | ------------- | ---------------------------------------------------------------- |
| Franz Frohnapfel | SS-Hauptscharführer | Rapportführer | śmierć przez powieszenie (wyrok wykonano 14 listopada 1947 roku) |
| Alois Hipp       | SS-Hauptscharführer | Rapportführer | śmierć przez powieszenie (wyrok wykonano 14 listopada 1947 roku) |
| Ernst Angerer    | SS-Oberscharführer  | Blockführer   | 25 lat pozbawienia wolności                                      |

## Proces załogi Dachau (US vs. Ernst Behrens i inni) w dniu 5 grudnia 1946 roku
Na ławie oskarżonych zasiadło jedenastu byłych członków załogi obozu koncentracyjnego Dachau. Dziewięciu oskarżonych skazanych zostało na kary pozbawienia wolności od 2 do 3 lat. Dwóch oskarżonych uniewinniono.
Wyrok amerykańskiego trybunału wojskowego w procesie załogi Dachau (US vs. Ernst Behrens i inni):
| Oskarżony           | Stopień  | Funkcja  | Wyrok                         |
| ------------------- | -------- | -------- | ----------------------------- |
| Stefan Grassie      | nieznany | nieznana | 3 lata pozbawienia wolności   |
| Jacob Jelinek       | nieznany | nieznana | 2,5 roku pozbawienia wolności |
| Ernst Behrens       | nieznany | nieznana | 2 lata pozbawienia wolności   |
| Albert Blechschmidt | nieznany | nieznana | 2 lata pozbawienia wolności   |
| Josef Bosch         | nieznany | nieznana | 2 lata pozbawienia wolności   |
| Martin Gall         | nieznany | nieznana | 2 lata pozbawienia wolności   |
| Johann Hack         | nieznany | nieznana | 2 lata pozbawienia wolności   |
| Rudolf Hinze        | nieznany | nieznana | 2 lata pozbawienia wolności   |
| Josef Huhn          | nieznany | nieznana | 2 lata pozbawienia wolności   |
| Alfred Jung         | nieznany | nieznana | uniewinniony                  |
| Valentin Rehhorn    | nieznany | nieznana | uniewinniony                  |

## Proces załogi Dachau (US vs. Erwin Hennecke i inni) w dniach 6–9 grudnia 1946 roku
Na ławie oskarżonych zasiadło sześciu byłych członków załogi obozu koncentracyjnego Dachau. Trzech oskarżonych skazanych zostało na kary pozbawienia wolności od 20 miesięcy do 2 lat. Pozostałych uniewinniono.
Wyrok amerykańskiego trybunału wojskowego w procesie załogi Dachau (US vs. Erwin Hennecke i inni):
| Oskarżony        | Stopień             | Funkcja  | Wyrok                            |
| ---------------- | ------------------- | -------- | -------------------------------- |
| Josef Lapos      | SS-Rottenführer     | strażnik | 2 lata pozbawienia wolności      |
| Otto Leicht      | SS-Rottenführer     | strażnik | 2 lata pozbawienia wolności      |
| Ferdinand Lämmle | SS-Rottenführer     | strażnik | 20 miesięcy pozbawienia wolności |
| Erwin Hennecke   | SS-Oberschütze      | strażnik | uniewinniony                     |
| Adolf Kiefer     | SS-Unterscharführer | strażnik | uniewinniony                     |
| Josef Klinkner   | nieznany (SS)       | strażnik | uniewinniony                     |

## Proces załogi Dachau (US vs. Anton Weber i inni) w dniach 6–11 grudnia 1946 roku
Na ławie oskarżonych zasiadło dwóch esesmanów, którzy pełnili służbę w administracji. Zapadły dwa wyroki długoterminowego pozbawienia wolności.
Wyrok amerykańskiego trybunału wojskowego w procesie załogi Dachau (US vs. Anton Weber i inni):
| Oskarżony   | Stopień             | Funkcja                          | Wyrok                       |
| ----------- | ------------------- | -------------------------------- | --------------------------- |
| Josef Wolf  | SS-Oberscharführer  | kierownik komanda więźniarskiego | 20 lat pozbawienia wolności |
| Anton Weber | SS-Hauptscharführer | kierownik magazynu żywnościowego | 18 lat pozbawienia wolności |

## Proces załogi Dachau (US vs. Stefan Fleischer i inni) w dniu 10 grudnia 1946 roku
Na ławie oskarżonych zasiadło dziewięciu byłych członków załogi obozu koncentracyjnego Dachau. Sześciu oskarżonych skazanych zostało na kary pozbawienia wolności od 18 miesięcy do 2 lat. Pozostałych trzech uniewinniono.
Wyrok amerykańskiego trybunału wojskowego w procesie załogi Dachau (US vs. Stefan Fleischer i inni):
| Oskarżony          | Stopień         | Funkcja  | Wyrok                                                 |
| ------------------ | --------------- | -------- | ----------------------------------------------------- |
| Jakob Märzweiler   | SS-Oberschütze  | strażnik | 2 lata pozbawienia wolności                           |
| Anton Martin       | SS-Rottenführer | strażnik | 2 lata pozbawienia wolności                           |
| Mathias Mitheis    | SS-Oberschütze  | strażnik | 2 lata pozbawienia wolności                           |
| Stefan Fleischer   | SS-Oberschütze  | strażnik | 20 miesięcy pozbawienia wolności                      |
| Walter Otto Matern | SS-Rottenführer | strażnik | 20 miesięcy pozbawienia wolności (wyrok unieważniono) |
| Johann Metzinger   | SS-Oberschütze  | strażnik | 18 miesięcy pozbawienia wolności                      |
| Reinhold Heinrich  | nieznany        | nieznana | uniewinniony                                          |
| Willi Machold      | nieznany        | nieznana | uniewinniony                                          |
| Josef Marker       | nieznany        | nieznana | uniewinniony                                          |

## Proces załogi Dachau (US vs. Josef Pfaller i inni) w dniu 11 grudnia 1946 roku
Na ławie oskarżonych zasiadło dziewięciu byłych członków załogi obozu koncentracyjnego Dachau. Wszyscy oskarżeni skazani zostali na kary pozbawienia wolności od 21 miesięcy do 2,5 roku.
Wyrok amerykańskiego trybunału wojskowego w procesie załogi Dachau (US vs. Josef Pfaller i inni):
| Oskarżony             | Stopień             | Funkcja                         | Wyrok                            |
| --------------------- | ------------------- | ------------------------------- | -------------------------------- |
| Adolf Pickenhahn      | SS-Oberscharführer  | urzędnik poczty obozowej        | 2,5 roku pozbawienia wolności    |
| Johannes Prosswimmer  | SS-Oberscharführer  | strażnik                        | 2,5 roku pozbawienia wolności    |
| Alois Nossek          | SS-Unterscharführer | urzędnik administracji obozowej | 2,5 roku pozbawienia wolności    |
| Josef Pfaller         | SS-Rottenführer     | strażnik w podobozie            | 21 miesięcy pozbawienia wolności |
| Johann Philipp        | SS-Rottenführer     | strażnik                        | 21 miesięcy pozbawienia wolności |
| Paul Alfred Pundrich  | SS-Rottenführer     | strażnik                        | 21 miesięcy pozbawienia wolności |
| Erwin Alfred Schulz   | SS-Rottenführer     | strażnik w podobozie            | 21 miesięcy pozbawienia wolności |
| Michael Pitter        | SS-Schütze          | strażnik w podobozie            | 21 miesięcy pozbawienia wolności |
| Alfred Josef Platenik | SS-Schütze          | strażnik w podobozach           | 21 miesięcy pozbawienia wolności |

## Proces załogi Dachau (US vs. Wilhelm Velten i inni) w dniu 12 grudnia 1946 roku
Na ławie oskarżonych zasiadło dziesięciu byłych członków załogi obozu koncentracyjnego Dachau. Ośmiu oskarżonych skazanych zostało na kary pozbawienia wolności od 18 miesięcy do 2 lat. Pozostałych dwóch uniewinniono.
Wyrok amerykańskiego trybunału wojskowego w procesie załogi Dachau (US vs. Wilhelm Velten i inni):
| Oskarżony           | Stopień            | Funkcja  | Wyrok                                                 |
| ------------------- | ------------------ | -------- | ----------------------------------------------------- |
| Johann Wigianek     | SS-Scharführer     | strażnik | 2 lata pozbawienia wolności                           |
| Michael Wünschel    | SS-Schütze         | strażnik | 2 lata pozbawienia wolności                           |
| Wilhelm Velten      | SS-Rottenführer    | strażnik | 21 miesięcy pozbawienia wolności                      |
| Josef Veltum        | SS-Oberscharführer | strażnik | 21 miesięcy pozbawienia wolności                      |
| Nikolaus Wolf       | SS-Oberschütze     | strażnik | 21 miesięcy pozbawienia wolności                      |
| Johann Wrla         | SS-Rottenführer    | strażnik | 21 miesięcy pozbawienia wolności                      |
| Max Weinert         | SS-Rottenführer    | strażnik | 21 miesięcy pozbawienia wolności (wyrok unieważniono) |
| Adolf Weitzel       | SS-Rottenführer    | strażnik | 18 miesięcy pozbawienia wolności                      |
| Karl Walter         | nieznany (SS)      | nieznana | uniewinniony                                          |
| Friedrich Wawrzinek | nieznany (SS)      | nieznana | uniewinniony                                          |

## Proces załogi Dachau (US vs. Herbert Bünger i inni) w dniach 12–13 grudnia 1946 roku
Na ławie oskarżonych zasiadło siedmiu byłych członków załogi obozu koncentracyjnego Dachau. Trzech oskarżonych skazanych zostało na kary pozbawienia wolności w wymiarze 18 miesięcy. Pozostałych czterech uniewinniono.
Wyrok amerykańskiego trybunału wojskowego w procesie załogi Dachau (US vs. Herbert Bünger i inni):
| Oskarżony               | Stopień         | Funkcja  | Wyrok                            |
| ----------------------- | --------------- | -------- | -------------------------------- |
| Nikolaus Würtz          | SS-Oberschütze  | strażnik | 18 miesięcy pozbawienia wolności |
| Martin Zellner          | SS-Rottenführer | strażnik | 18 miesięcy pozbawienia wolności |
| Georg Johann Zimmermann | SS-Rottenführer | strażnik | 18 miesięcy pozbawienia wolności |
| Herbert Bünger          | nieznany (SS)   | nieznana | uniewinniony                     |
| Hans Eichhorn           | nieznany (SS)   | nieznana | uniewinniony                     |
| Josef Geissler          | nieznany (SS)   | nieznana | uniewinniony                     |
| August Hentschel        | nieznany (SS)   | nieznana | uniewinniony                     |

## Proces załogi Dachau (US vs. Wilhelm Eberhardt i inni) w dniach 13–16 grudnia 1946 roku
Na ławie oskarżonych zasiadło ośmiu byłych członków załogi obozu koncentracyjnego Dachau. Trzech oskarżonych skazanych zostało na kary pozbawienia wolności w wymiarze od 21 miesięcy do 2 lat. Pozostałych pięciu uniewinniono.
Wyrok amerykańskiego trybunału wojskowego w procesie załogi Dachau (US vs. Wilhelm Eberhardt i inni):
| Oskarżony          | Stopień         | Funkcja  | Wyrok                            |
| ------------------ | --------------- | -------- | -------------------------------- |
| Arno Meier         | SS-Rottenführer | strażnik | 2 lata pozbawienia wolności      |
| Nikolaus Heidecker | SS-Rottenführer | strażnik | 21 miesięcy pozbawienia wolności |
| Ferdinand Muck     | SS-Oberschütze  | strażnik | 21 miesięcy pozbawienia wolności |
| Wilhelm Eberhardt  | nieznany (SS)   | nieznana | uniewinniony                     |
| Josef Kritzer      | nieznany (SS)   | nieznana | uniewinniony                     |
| Michael Mitsch     | nieznany (SS)   | nieznana | uniewinniony                     |
| Rudolf Mohr        | nieznany (SS)   | nieznana | uniewinniony                     |
| Johann Müller      | nieznany (SS)   | nieznana | uniewinniony                     |

## Proces załogi Dachau (US vs. Waldemar Möller i inni) w dniach 16–17 grudnia 1946 roku
Na ławie oskarżonych zasiadło dziewięciu byłych członków załogi obozu koncentracyjnego Dachau. Sześciu oskarżonych skazanych zostało na kary pozbawienia wolności w wymiarze 20 i 21 miesięcy. Pozostałych trzech uniewinniono.
Wyrok amerykańskiego trybunału wojskowego w procesie załogi Dachau (US vs. Waldemar Möller i inni):
| Oskarżony          | Stopień             | Funkcja                                    | Wyrok                                                 |
| ------------------ | ------------------- | ------------------------------------------ | ----------------------------------------------------- |
| Otto Neumann       | SS-Rottenführer     | strażnik w podobozie                       | 21 miesięcy pozbawienia wolności                      |
| Alfred Nowka       | SS-Rottenführer     | strażnik w podobozie                       | 21 miesięcy pozbawienia wolności                      |
| Richard Ortelt     | SS-Rottenführer     | strażnik w podobozie                       | 21 miesięcy pozbawienia wolności                      |
| Friedrich Heugborn | SS-Rottenführer     | strażnik w podobozie                       | 20 miesięcy pozbawienia wolności                      |
| Otto Oelze         | SS-Unterscharführer | strażnik w podobozie                       | 20 miesięcy pozbawienia wolności                      |
| Waldemar Möller    | SS-Oberscharführer  | dowódca oddziału wartowniczego w podobozie | 20 miesięcy pozbawienia wolności (wyrok unieważniono) |
| Erwin Nalepinski   | nieznany (SS)       | nieznana                                   | uniewinniony                                          |
| Alois Niemann      | nieznany (SS)       | nieznana                                   | uniewinniony                                          |
| Oswald Pelz        | nieznany (SS)       | nieznana                                   | uniewinniony                                          |

## Proces załogi Dachau (US vs. Hans Adam Burger i inni) w dniu 17 grudnia 1946 roku
Na ławie oskarżonych zasiadło pięciu byłych członków załogi obozu koncentracyjnego Dachau. Wszystkich skazano na krótkoterminowe kary pozbawienia wolności.
Wyrok amerykańskiego trybunału wojskowego w procesie załogi Dachau (US vs. Hans Adam Burger i inni):
| Oskarżony           | Stopień         | Funkcja  | Wyrok                                                 |
| ------------------- | --------------- | -------- | ----------------------------------------------------- |
| Eduard Kollecker    | SS-Rottenführer | strażnik | 21 miesięcy pozbawienia wolności                      |
| Victor Kremer       | SS-Rottenführer | strażnik | 21 miesięcy pozbawienia wolności                      |
| Hans Adam Burger    | SS-Rottenführer | strażnik | 21 miesięcy pozbawienia wolności (wyrok unieważniono) |
| Nikolaus Feiler     | SS-Oberschütze  | strażnik | 21 miesięcy pozbawienia wolności (wyrok unieważniono) |
| Friedrich von Fuchs | SS-Rottenführer | strażnik | 20 miesięcy pozbawienia wolności (wyrok unieważniono) |

## Proces załogi Dachau (US vs. Hermann Rumpold i inni) w dniu 18 grudnia 1946 roku
Na ławie oskarżonych zasiadło sześciu byłych członków załogi obozu koncentracyjnego Dachau. Pięciu skazano na krótkoterminowe kary pozbawienia wolności. Jednego oskarżonego uniewinniono.
Wyrok amerykańskiego trybunału wojskowego w procesie załogi Dachau (US vs. Hermann Rumpold i inni):
| Oskarżony             | Stopień             | Funkcja  | Wyrok                                                 |
| --------------------- | ------------------- | -------- | ----------------------------------------------------- |
| Hermann Rumpold       | SS-Rottenführer     | strażnik | 20 miesięcy pozbawienia wolności                      |
| Lorenz Johann Schmitt | SS-Unterscharführer | strażnik | 20 miesięcy pozbawienia wolności                      |
| Otto Schwerdtfeger    | SS-Unterscharführer | strażnik | 20 miesięcy pozbawienia wolności                      |
| Josef Szabo           | SS-Rottenführer     | strażnik | 20 miesięcy pozbawienia wolności (wyrok unieważniono) |
| Josef Schwarzenberger | SS-Rottenführer     | strażnik | 7 miesięcy pozbawienia wolności                       |
| Heinrich Schibel      | nieznany (SS)       | nieznana | uniewinniony                                          |

## Proces załogi Dachau (US vs. Erhard Hachenberger i inni) w dniu 18 grudnia 1946 roku
Na ławie oskarżonych zasiadło ośmiu byłych członków załogi obozu koncentracyjnego Dachau. Siedmiu skazano na krótkoterminowe kary pozbawienia wolności. Jednego oskarżonego uniewinniono.
Wyrok amerykańskiego trybunału wojskowego w procesie załogi Dachau (US vs. Erhard Hachenberger i inni):
| Oskarżony           | Stopień             | Funkcja               | Wyrok                                                 |
| ------------------- | ------------------- | --------------------- | ----------------------------------------------------- |
| Erhard Hachenberger | SS-Unterscharführer | strażnik              | 2 lata pozbawienia wolności (wyrok unieważniono)      |
| Otto Lude           | SS-Rottenführer     | strażnik              | 21 miesięcy pozbawienia wolności                      |
| Samuel Müliner      | SS-Rottenführer     | strażnik              | 21 miesięcy pozbawienia wolności                      |
| Josef Rabl          | SS-Schütze          | strażnik w podobozach | 21 miesięcy pozbawienia wolności                      |
| Albin Hessler       | SS-Rottenführer     | strażnik              | 21 miesięcy pozbawienia wolności                      |
| Wolfgang Lohr       | SS-Oberschütze      | strażnik w podobozach | 20 miesięcy pozbawienia wolności (wyrok unieważniono) |
| Franz Oberfrank     | SS-Rottenführer     | strażnik              | 1 rok pozbawienia wolności                            |
| Josef Prockl        | nieznany (SS)       | nieznana              | uniewinniony                                          |

## Proces załogi Dachau (US vs. Walter Schmidt i inni) w dniach 19–20 grudnia 1946 roku
Na ławie oskarżonych zasiadło siedmiu byłych członków załogi obozu koncentracyjnego Dachau. Wszystkich skazano na krótkoterminowe kary pozbawienia wolności od 20 miesięcy do 2 lat.
Wyrok amerykańskiego trybunału wojskowego w procesie załogi Dachau (US vs. Walter Schmidt i inni):
| Oskarżony             | Stopień             | Funkcja               | Wyrok                                                 |
| --------------------- | ------------------- | --------------------- | ----------------------------------------------------- |
| Walter Schmidt        | SS-Rottenführer     | strażnik w podobozie  | 2 lata pozbawienia wolności                           |
| Friedrich Theissl     | SS-Rottenführer     | strażnik              | 2 lata pozbawienia wolności                           |
| Ludwig Josef Tirschel | SS-Oberschütze      | strażnik              | 22 miesięcy pozbawienia wolności                      |
| August Straubinger    | SS-Rottenführer     | strażnik w podobozie  | 21 miesięcy pozbawienia wolności                      |
| Michael Thellmann     | SS-Schütze          | strażnik w podobozach | 21 miesięcy pozbawienia wolności                      |
| Wilhelm Strauss       | SS-Rottenführer     | strażnik              | 21 miesięcy pozbawienia wolności (wyrok unieważniono) |
| Johann Schweisig      | SS-Unterscharführer | strażnik              | 20 miesięcy pozbawienia wolności                      |

## Proces załogi Dachau (US vs. Karl Besler i inni) w dniach 20–23 grudnia 1946 roku
Na ławie oskarżonych zasiadło ośmiu byłych członków załogi obozu koncentracyjnego Dachau. Wszystkich skazano na krótkoterminowe kary pozbawienia wolności od 9 miesięcy do 3 lat.
Wyrok amerykańskiego trybunału wojskowego w procesie załogi Dachau (US vs. Karl Besler i inni):
| Oskarżony       | Stopień             | Funkcja                         | Wyrok                            |
| --------------- | ------------------- | ------------------------------- | -------------------------------- |
| Karl Besler     | SS-Rottenführer     | strażnik w podobozie            | 3 lata pozbawienia wolności      |
| Hermann Frömter | SS-Oberscharführer  | urzędnik administracji obozowej | 3 lata pozbawienia wolności      |
| Max Hegger      | SS-Unterscharführer | urzędnik administracji obozowej | 2,5 roku pozbawienia wolności    |
| Gustav Ebert    | SS-Schütze          | strażnik                        | 21 miesięcy pozbawienia wolności |
| Georg Heckler   | SS-Unterscharführer | strażnik                        | 21 miesięcy pozbawienia wolności |
| Leo Hein        | SS-Unterscharführer | strażnik                        | 21 miesięcy pozbawienia wolności |
| Alfred Lukacsek | SS-Schütze          | strażnik                        | 21 miesięcy pozbawienia wolności |
| Xaver Diethei   | SS-Rottenführer     | strażnik                        | 9 miesięcy pozbawienia wolności  |

## Proces załogi Dachau (US vs. Albert Stefan i inni) w dniach 20–23 grudnia 1946 roku
Na ławie oskarżonych zasiadło dziewięciu byłych członków załogi obozu koncentracyjnego Dachau. Wszystkich skazano na krótkoterminowe kary pozbawienia wolności od 20 miesięcy do 2 lat.
Wyrok amerykańskiego trybunału wojskowego w procesie załogi Dachau (US vs. Albert Stefan i inni):
| Oskarżony         | Stopień             | Funkcja               | Wyrok                            |
| ----------------- | ------------------- | --------------------- | -------------------------------- |
| Albert Stefan     | SS-Unterscharführer | strażnik              | 2 lata pozbawienia wolności      |
| Johann Verhöeven  | SS-Rottenführer     | strażnik              | 2 lata pozbawienia wolności      |
| Otto Kasper Weber | SS-Rottenführer     | strażnik w podobozach | 2 lata pozbawienia wolności      |
| Ludwig Treschner  | SS-Rottenführer     | strażnik              | 23 miesięcy pozbawienia wolności |
| Werner Wastrach   | SS-Rottenführer     | strażnik w podobozie  | 23 miesięcy pozbawienia wolności |
| Erich Wander      | SS-Rottenführer     | strażnik w podobozie  | 22 miesiące pozbawienia wolności |
| Josef Werner      | SS-Oberschütze      | strażnik              | 21 miesięcy pozbawienia wolności |
| Werner Uimer      | SS-Unterscharführer | strażnik              | 20 miesięcy pozbawienia wolności |
| Karl Wagner       | SS-Unterscharführer | strażnik              | 20 miesięcy pozbawienia wolności |

## Proces załogi Dachau (US vs. Friedrich Orend i inni) w dniu 26 grudnia 1946 roku
Na ławie oskarżonych zasiadło siedmiu byłych członków załogi obozu koncentracyjnego Dachau. Wszystkich skazano na krótkoterminowe kary pozbawienia wolności od 20 miesięcy do 2 lat.
Wyrok amerykańskiego trybunału wojskowego w procesie załogi Dachau (US vs. Friedrich Orend i inni):
| Oskarżony              | Stopień             | Funkcja                            | Wyrok                            |
| ---------------------- | ------------------- | ---------------------------------- | -------------------------------- |
| Friedrich Orend        | SS-Oberschütze      | strażnik                           | 2 lata pozbawienia wolności      |
| JJulius Panke          | SS-Unterscharführer | strażnik                           | 2 lata pozbawienia wolności      |
| Georg Roth             | SS-Rottenführer     | strażnik                           | 2 lata pozbawienia wolności      |
| Franz Schmeidl         | SS-Rottenführer     | strażnik                           | 2 lata pozbawienia wolności      |
| Martin Konrad Sperling | SS-Unterscharführer | urzędnik administracji w podobozie | 2 lata pozbawienia wolności      |
| Karl Pussek            | SS-Oberschütze      | urzędnik administracji w podobozie | 20 miesięcy pozbawienia wolności |
| Franz Schreiner        | SS-Rottenführer     | strażnik                           | 20 miesięcy pozbawienia wolności |

## Proces załogi Dachau (US vs. Gottlob Beck i inni) w dniach 27–30 grudnia 1946 roku
Na ławie oskarżonych zasiadło ośmiu byłych członków załogi obozu koncentracyjnego Dachau. Siedmiu skazano na krótkoterminowe kary pozbawienia wolności od 20 miesięcy do 2,5 roku. Jednego oskarżonego uniewinniono.
Wyrok amerykańskiego trybunału wojskowego w procesie załogi Dachau (US vs. Gottlob Beck i inni):
| Oskarżony            | Stopień             | Funkcja                                    | Wyrok                            |
| -------------------- | ------------------- | ------------------------------------------ | -------------------------------- |
| Georg von Haaren     | SS-Rottenführer     | strażnik                                   | 2,5 roku pozbawienia wolności    |
| Walter Hoffmann      | SS-Hauptsturmführer | kierownik obozowego wydziału ekonomicznego | 2 lata pozbawienia wolności      |
| Friedrich Zimpelmann | SS-Rottenführer     | strażnik                                   | 2 lata pozbawienia wolności      |
| Heinz Bächstädt      | SS-Rottenführer     | urzędnik administracji obozowej            | 20 miesięcy pozbawienia wolności |
| Gottlob Beck         | SS-Unterscharführer | strażnik w podobozach                      | 20 miesięcy pozbawienia wolności |
| Kurt Horbel          | SS-Rottenführer     | strażnik w podobozie                       | 20 miesięcy pozbawienia wolności |
| Otto Wittmann        | SS-Rottenführer     | strażnik                                   | 20 miesięcy pozbawienia wolności |
| Alfred Otto Wolf     | nieznany (SS)       | nieznana                                   | uniewinniony                     |

## Proces załogi Dachau (US vs. Ludwig Carl i inni) w dniach 3–4 stycznia 1947 roku
Na ławie oskarżonych zasiadło ośmiu byłych członków załogi obozu koncentracyjnego Dachau. Czterech skazano na kary pozbawienia wolności od 20 miesięcy do 6 lat. Pozostałych czterech uniewinniono.
Wyrok amerykańskiego trybunału wojskowego w procesie załogi Dachau (US vs. Ludwig Carl i inni):
| Oskarżony          | Stopień         | Funkcja                                      | Wyrok                                                 |
| ------------------ | --------------- | -------------------------------------------- | ----------------------------------------------------- |
| Alexander Djerin   | SS-Scharführer  | zastępca komendanta podobozu                 | 6 lat pozbawienia wolności                            |
| Friedrich Henkel   | SS-Scharführer  | kierownik komanda więźniarskiego w podobozie | 3 lat pozbawienia wolności                            |
| Robert Daub        | SS-Rottenführer | strażnik                                     | 2,5 roku pozbawienia wolności                         |
| Franz Humm         | SS-Rottenführer | strażnik                                     | 20 miesięcy pozbawienia wolności (wyrok unieważniono) |
| Ludwig Carl        | nieznany (SS)   | nieznana                                     | uniewinniony                                          |
| Josef Deurmeier    | nieznany (SS)   | nieznana                                     | uniewinniony                                          |
| Heinrich Fischbach | nieznany (SS)   | nieznana                                     | uniewinniony                                          |
| Johann Gräff       | nieznany (SS)   | nieznana                                     | uniewinniony                                          |

## Proces załogi Dachau (US vs. Alex Piorkowski i inni) w dniach 6–17 stycznia 1947 roku
Na ławie oskarżonych zasiadło dwóch byłych członków załogi obozu koncentracyjnego Dachau: komendant obozu i jego
adiutant. Pierwszy z nich skazany został na karę śmierci przez powieszenie, drugi na 15 lat pozbawienia wolności.
Wyrok amerykańskiego trybunału wojskowego w procesie załogi Dachau (US vs. Alex Piorkowski i inni):
| Oskarżony       | Stopień             | Funkcja                   | Wyrok                                                                       |
| --------------- | ------------------- | ------------------------- | --------------------------------------------------------------------------- |
| Alex Piorkowski | SS-Sturmbannführer  | komendant obozu           | śmierć przez powieszenie (wyrok wykonano 22 października 1948 roku)         |
| Heinz Detmers   | SS-Hauptsturmführer | adiutant komendanta obozu | 15 lat pozbawienia wolności (kara zamieniona na 5 lat pozbawienia wolności) |

## Proces załogi Dachau (US vs. Kurt Lange i inni) w dniu 8 stycznia 1947 roku
Na ławie oskarżonych zasiadło ośmiu byłych członków załogi obozu koncentracyjnego Dachau. Wszystkich skazano na kary pozbawienia wolności w wymiarze 20 lub 21 miesięcy.
Wyrok amerykańskiego trybunału wojskowego w procesie załogi Dachau (US vs. Kurt Lange i inni):
| Oskarżony           | Stopień             | Funkcja                         | Wyrok                            |
| ------------------- | ------------------- | ------------------------------- | -------------------------------- |
| Kurt Lange          | SS-Rottenführer     | strażnik                        | 21 miesięcy pozbawienia wolności |
| Friedrich Wemetz    | SS-Unterscharführer | urzędnik administracji obozowej | 21 miesięcy pozbawienia wolności |
| Franz Josef Paul    | SS-Rottenführer     | strażnik                        | 21 miesięcy pozbawienia wolności |
| Wilhelm Prettin     | SS-Scharführer      | urzędnik administracji obozowej | 21 miesięcy pozbawienia wolności |
| Xaver Seitz         | SS-Rottenführer     | strażnik                        | 21 miesięcy pozbawienia wolności |
| Jakob Lindner       | SS-Rottenführer     | kierowca w podobozie            | 20 miesięcy pozbawienia wolności |
| Peter Mattekowitsch | więzień funkcyjny   | sztubowy                        | 20 miesięcy pozbawienia wolności |
| Ewald Schebesch     | SS-Rottenführer     | urzędnik administracji obozowej | 20 miesięcy pozbawienia wolności |

## Proces załogi Dachau (US vs. Valentin Forster i inni) w dniu 9 stycznia 1947 roku
Na ławie oskarżonych zasiadło ośmiu byłych członków załogi obozu koncentracyjnego Dachau. Wszystkich skazano na kary pozbawienia wolności w wymiarze od 21 miesięcy do 2,5 roku.
Wyrok amerykańskiego trybunału wojskowego w procesie załogi Dachau (US vs. Valentin Forster i inni):
| Oskarżony         | Stopień         | Funkcja              | Wyrok                            |
| ----------------- | --------------- | -------------------- | -------------------------------- |
| Wilhelm Walter    | SS-Scharführer  | strażnik             | 2,5 roku pozbawienia wolności    |
| Xaver Reinhart    | SS-Rottenführer | strażnik             | 22 miesiące pozbawienia wolności |
| Valentin Forster  | SS-Scharführer  | zbrojmistrz obozowy  | 21 miesięcy pozbawienia wolności |
| Gustav Nazel      | SS-Schütze      | strażnik w podobozie | 21 miesięcy pozbawienia wolności |
| Oskar Schneider   | SS-Rottenführer | strażnik w podobozie | 21 miesięcy pozbawienia wolności |
| Wilhelm Steinmann | SS-Rottenführer | strażnik             | 21 miesięcy pozbawienia wolności |
| Erich Wacker      | SS-Rottenführer | strażnik             | 21 miesięcy pozbawienia wolności |
| Friedrich Weller  | SS-Rottenführer | strażnik w podobozie | 21 miesięcy pozbawienia wolności |

## Proces załogi Dachau (US vs. Josef Glashauser i inni) w dniach 9–10 stycznia 1947 roku
Na ławie oskarżonych zasiadło dziewięciu byłych członków załogi obozu koncentracyjnego Dachau. Wszystkich uniewinniono od stawianych im zarzutów.
Wyrok amerykańskiego trybunału wojskowego w procesie załogi Dachau (US vs. Josef Glashauser i inni):
| Oskarżony        | Stopień       | Funkcja  | Wyrok        |
| ---------------- | ------------- | -------- | ------------ |
| Josef Glashauser | nieznany (SS) | nieznana | uniewinniony |
| Max Hayhe        | nieznany (SS) | nieznana | uniewinniony |
| Wilhelm Herff    | nieznany (SS) | nieznana | uniewinniony |
| Eduard Jorewitz  | nieznany (SS) | nieznana | uniewinniony |
| Willi Josiger    | nieznany (SS) | nieznana | uniewinniony |
| Robert Kämper    | nieznany (SS) | nieznana | uniewinniony |
| Anton Karch      | nieznany (SS) | nieznana | uniewinniony |
| Wilhelm Keller   | nieznany (SS) | nieznana | uniewinniony |
| Johannes Kock    | nieznany (SS) | nieznana | uniewinniony |

## Proces załogi Dachau (US vs. Josef Burkart i inni) w dniu 10 stycznia 1947 roku
Na ławie oskarżonych zasiadło pięciu byłych członków załogi obozu koncentracyjnego Dachau. Wszystkich uniewinniono od stawianych im zarzutów.
Wyrok amerykańskiego trybunału wojskowego w procesie załogi Dachau (US vs. Josef Burkart i inni):
| Oskarżony         | Stopień       | Funkcja  | Wyrok        |
| ----------------- | ------------- | -------- | ------------ |
| Josef Burkart     | nieznany (SS) | nieznana | uniewinniony |
| Franz Dömner      | nieznany (SS) | nieznana | uniewinniony |
| Thomas Eichlinger | nieznany (SS) | nieznana | uniewinniony |
| Karl Gangel       | nieznany (SS) | nieznana | uniewinniony |
| Arnold Sieps      | nieznany (SS) | nieznana | uniewinniony |

## Proces załogi Dachau (US vs. Ferdinand Greiner i inni) w dniu 13 stycznia 1947 roku
Na ławie oskarżonych zasiadło trzech byłych członków załogi obozu koncentracyjnego Dachau. Wszystkich skazano na kary pozbawienia wolności w wymiarze od 21 miesięcy do 2,5 roku.
Wyrok amerykańskiego trybunału wojskowego w procesie załogi Dachau (US vs. Ferdinand Greiner i inni):
| Oskarżony         | Stopień            | Funkcja                         | Wyrok                            |
| ----------------- | ------------------ | ------------------------------- | -------------------------------- |
| Adolf Kellermann  | SS-Oberscharführer | urzędnik administracji obozowej | 2,5 roku pozbawienia wolności    |
| Ferdinand Greiner | SS-Oberschütze     | strażnik                        | 21 miesięcy pozbawienia wolności |
| Daniel Konnerth   | SS-Rottenführer    | strażnik                        | 21 miesięcy pozbawienia wolności |

## Proces załogi Dachau (US vs. Anton Schlöter i inni) w dniach 13–14 stycznia 1947 roku
Na ławie oskarżonych zasiadło czterech byłych członków załogi obozu koncentracyjnego Dachau. Dwóch skazano na kary pozbawienia wolności w wymiarze 20 miesięcy, pozostałych uniewinniono.
Wyrok amerykańskiego trybunału wojskowego w procesie załogi Dachau (US vs. Anton Schlöter i inni):
| Oskarżony            | Stopień             | Funkcja                          | Wyrok                            |
| -------------------- | ------------------- | -------------------------------- | -------------------------------- |
| Anton Schlöter       | SS-Unterscharführer | strażnik w podobozie             | 20 miesięcy pozbawienia wolności |
| Kurt Emil Strauss    | SS-Rottenführer     | kierownik komanda więźniarskiego | 20 miesięcy pozbawienia wolności |
| Hans Siedler         | nieznany (SS)       | nieznana                         | uniewinniony                     |
| Hermann Georg Winter | nieznany (SS)       | nieznana                         | uniewinniony                     |

## Proces załogi Dachau (US vs. Robert Boos i inni) w dniach 14–15 stycznia 1947 roku
Na ławie oskarżonych zasiadło czterech byłych członków załogi obozu koncentracyjnego Dachau. Trzech skazano na kary pozbawienia wolności w wymiarze od 6 miesięcy do 2,5 roku, a jednego uniewinniono.
Wyrok amerykańskiego trybunału wojskowego w procesie załogi Dachau (US vs. Robert Boos i inni):
| Oskarżony     | Stopień              | Funkcja                                      | Wyrok                            |
| ------------- | -------------------- | -------------------------------------------- | -------------------------------- |
| Robert Boos   | SS-Oberscharführer   | sierżant kompanii wartowniczej               | 2,5 roku pozbawienia wolności    |
| Albert Büchl  | SS-Unterscharführer  | kierownik komanda więźniarskiego w podobozie | 21 miesięcy pozbawienia wolności |
| Michael Busch | szeregowy Wehrmachtu | urzędnik administracji obozowej              | 6 miesięcy pozbawienia wolności  |
| Walter Dysl   | nieznany (SS)        | nieznana                                     | uniewinniony                     |

## Proces załogi Dachau (US vs. Stefan Koch i inni) w dniach 20–21 stycznia 1947 roku
Na ławie oskarżonych zasiadło sześciu byłych członków załogi obozu koncentracyjnego Dachau. Wszystkich uniewinniono od stawianych im zarzutów.
Wyrok amerykańskiego trybunału wojskowego w procesie załogi Dachau (US vs. Stefan Koch i inni):
| Oskarżony        | Stopień       | Funkcja  | Wyrok        |
| ---------------- | ------------- | -------- | ------------ |
| Stefan Koch      | nieznany (SS) | nieznana | uniewinniony |
| Karl Kühner      | nieznany (SS) | nieznana | uniewinniony |
| Johann Kurz      | nieznany (SS) | nieznana | uniewinniony |
| Franz Lohermayer | nieznany (SS) | nieznana | uniewinniony |
| Emil Marks       | nieznany (SS) | nieznana | uniewinniony |
| Ernst Mast       | nieznany (SS) | nieznana | uniewinniony |

## Proces załogi Dachau (US vs. Ludwig Deutsch i inni) w dniach 30 stycznia – 3 lutego 1947 roku
Na ławie oskarżonych zasiadło dwóch byłych członków załogi obozu koncentracyjnego Dachau. Obaj skazani zostali na terminowe kary pozbawienia wolności.
Wyrok amerykańskiego trybunału wojskowego w procesie załogi Dachau (US vs. Ludwig Deutsch i inni):
| Oskarżony               | Stopień            | Funkcja                          | Wyrok                       |
| ----------------------- | ------------------ | -------------------------------- | --------------------------- |
| Herbert Strössenreuther | SS-Oberscharführer | kierownik komanda więźniarskiego | 10 lat pozbawienia wolności |
| Ludwig Deutsch          | więzień funkcyjny  | kapo                             | 5 lat pozbawienia wolności  |

## Proces załogi Dachau (US vs. Fritz Heske i inni) w dniach 8–10 lutego 1947
Na ławie oskarżonych zasiadło dwóch byłych członków załogi obozu koncentracyjnego Dachau. Jeden skazany został na karę 3 lat pozbawienia wolności, drugiego uniewinniono.
Wyrok amerykańskiego trybunału wojskowego w procesie załogi Dachau (US vs. Fritz Heske i inni):
| Oskarżony      | Stopień        | Funkcja                         | Wyrok                       |
| -------------- | -------------- | ------------------------------- | --------------------------- |
| Johann Pellert | SS-Oberschütze | urzędnik administracji obozowej | 3 lata pozbawienia wolności |
| Fritz Heske    | nieznany       | nieznana                        | uniewinniony                |

## Proces załogi Dachau (US vs. Georg Beer i inni) w dniach 21–26 lutego 1947 roku
Na ławie oskarżonych zasiadło trzech byłych członków załogi obozu koncentracyjnego Dachau. Dwóch skazano na dożywotnie pozbawienie wolności, a jednego na 10 lat pozbawienia wolności.
Wyrok amerykańskiego trybunału wojskowego w procesie załogi Dachau (US vs. Georg Beer i inni):
| Oskarżony              | Stopień             | Funkcja                         | Wyrok                           |
| ---------------------- | ------------------- | ------------------------------- | ------------------------------- |
| Magnus Kustermann      | SS-Oberscharführer  | Rapportführer                   | dożywotnie pozbawienie wolności |
| Friedrich Schassberger | SS-Unterscharführer | zastępca Arbeitseinsatzführera  | dożywotnie pozbawienie wolności |
| Georg Beer             | SS-Oberscharführer  | urzędnik administracji obozowej | 10 lat pozbawienia wolności     |

## Proces załogi Dachau (US vs. Willi Fischer i inni)w dniach 26 lutego – 3 marca 1947 roku
Na ławie oskarżonych zasiadło pięciu byłych członków załogi obozu koncentracyjnego Dachau. Dwóch skazano na karę śmierci przez powieszenie, jednego na dożywotnie pozbawienie wolności, a jednego na 2 lata pozbawienia wolności. Ostatni z oskarżonych został uniewinniony.
Wyrok amerykańskiego trybunału wojskowego w procesie załogi Dachau (US vs. Willi Fischer i inni):
| Oskarżony           | Stopień             | Funkcja                   | Wyrok                                                           |
| ------------------- | ------------------- | ------------------------- | --------------------------------------------------------------- |
| Willi Fischer       | więzień funkcyjny   | kapo w Kaufering          | śmierć przez powieszenie (wyrok wykonano 19 września 1947 roku) |
| Martin Schreyer     | SS-Unterscharführer | Rapportführer w Kaufering | śmierć przez powieszenie (wyrok wykonano 19 września 1947 roku) |
| Josef Jorewitz      | SS-Scharführer      | Blockführer w Kaufering   | dożywotnie pozbawienie wolności                                 |
| Kurt Walter Jentner | SS-Rottenführer     | strażnik w obozie głównym | 2 lata pozbawienia wolności                                     |
| Albert Lippmann     | SS-Oberschütze      | strażnik                  | uniewinniony                                                    |

## Proces załogi Dachau (US vs. Mathias Kreber i inni) w dniach 26 lutego – 3 marca 1947 roku
Na ławie oskarżonych zasiadło dwóch byłych członków załogi obozu koncentracyjnego Dachau. Obaj skazani zostali na terminowe kary pozbawienia wolności.
Wyrok amerykańskiego trybunału wojskowego w procesie załogi Dachau (US vs. Mathias Kreber i inni):
| Oskarżony      | Stopień             | Funkcja                      | Wyrok                       |
| -------------- | ------------------- | ---------------------------- | --------------------------- |
| Mathias Kreber | SS-Unterscharführer | Blockführer w podobozach     | 11 lat pozbawienia wolności |
| Johann Kullik  | SS-Oberscharführer  | zastępca komendanta podobozu | 5 lat pozbawienia wolności  |

## Proces załogi Dachau (US vs. Josef Hintermayer i inni) w dniach 4–5 marca 1947 roku
Na ławie oskarżonych zasiadło sześciu byłych członków załogi obozu koncentracyjnego Dachau. Wszystkich skazano na kary pozbawienia wolności w wymiarze od 14 miesięcy do 3,5 roku.
Wyrok amerykańskiego trybunału wojskowego w procesie załogi Dachau (US vs. Josef Hintermayer i inni):
| Oskarżony         | Stopień             | Funkcja                                   | Wyrok                            |
| ----------------- | ------------------- | ----------------------------------------- | -------------------------------- |
| Otto Höhlen       | więzień funkcyjny   | kapo                                      | 3,5 roku pozbawienia wolności    |
| Josef Gotsch      | SS-Rottenführer     | strażnik odpowiedzialny za psy strażnicze | 3 lata pozbawienia wolności      |
| Bruno Lenzkowski  | nieznany (SS)       | strażnik                                  | 2,5 roku pozbawienia wolności    |
| Karl Rausch       | SS-Sturmscharführer | strażnik                                  | 2,5 roku pozbawienia wolności    |
| Hermann Rostek    | nieznany (SS)       | kierownik komanda więźniarskiego          | 2 lata pozbawienia wolności      |
| Josef Hintermayer | SS-Unterscharführer | Blockführer                               | 14 miesięcy pozbawienia wolności |

## Proces załogi Dachau (US vs. Hermann Calenberg i inni) w dniach 6–7 marca 1947 roku
Na ławie oskarżonych zasiadło dwóch byłych członków załogi obozu koncentracyjnego Dachau. Obaj skazani zostali na terminowe kary pozbawienia wolności.
Wyrok amerykańskiego trybunału wojskowego w procesie załogi Dachau (US vs. Hermann Calenberg i inni):
| Oskarżony         | Stopień             | Funkcja                                     | Wyrok                       |
| ----------------- | ------------------- | ------------------------------------------- | --------------------------- |
| Hermann Calenberg | SS-Hauptscharführer | dowódca oddziałów wartowniczych w podobozie | 3 lata pozbawienia wolności |
| Richard Hoschke   | SS-Oberscharführer  | Rapportführer w podobozie                   | 3 lata pozbawienia wolności |

## Proces załogi Dachau (US vs. Josef Häussler i inni) w dniach 6–10 marca 1947 roku
Na ławie oskarżonych zasiadło trzech byłych członków załogi obozu koncentracyjnego Dachau. Wszyscy skazani zostali na krótkoterminowe kary pozbawienia wolności.
Wyrok amerykańskiego trybunału wojskowego w procesie załogi Dachau (US vs. Josef Häussler i inni):
| Oskarżony      | Stopień            | Funkcja                         | Wyrok                       |
| -------------- | ------------------ | ------------------------------- | --------------------------- |
| Josef Häussler | SS-Scharführer     | Blockführer                     | 3 lata pozbawienia wolności |
| Rudolf Pichner | SS-Oberscharführer | urzędnik administracji obozowej | 2 lata pozbawienia wolności |
| Otto Wichmann  | SS-Rottenführer    | strażnik                        | 2 lata pozbawienia wolności |

## Proces załogi Dachau (US vs. Josef Ernst i inni) w dniach 10–12 marca 1947 roku
Na ławie oskarżonych zasiadło dwóch byłych członków załogi obozu koncentracyjnego Dachau. Obaj skazani zostali na terminowe kary pozbawienia wolności.
Wyrok amerykańskiego trybunału wojskowego w procesie załogi Dachau (US vs. Josef Ernst i inni):
| Oskarżony   | Stopień            | Funkcja                        | Wyrok                       |
| ----------- | ------------------ | ------------------------------ | --------------------------- |
| Josef Ernst | SS-Scharführer     | odźwierny w obozowej fabryce   | 10 lat pozbawienia wolności |
| Karl Schütz | SS-Oberscharführer | kierownik szpitala w podobozie | 10 lat pozbawienia wolności |

## Proces załogi Dachau (US vs. Hans Wülfert i inni) w dniach 12–17 marca 1947 roku
Na ławie oskarżonych zasiadło czterech byłych członków załogi obozu koncentracyjnego Dachau. Trzech skazanych zostało na terminowe kary pozbawienia wolności. Jednego uniewinniono.
Wyrok amerykańskiego trybunału wojskowego w procesie załogi Dachau (US vs. Hans Wülfert i inni):
| Oskarżony               | Stopień             | Funkcja                      | Wyrok                       |
| ----------------------- | ------------------- | ---------------------------- | --------------------------- |
| August Friedrich Müller | SS-Hauptscharführer | zastępca komendanta podobozu | 10 lat pozbawienia wolności |
| Hans Wülfert            | pracownik cywilny   | kierownik fabryki            | 5 lat pozbawienia wolności  |
| Bernhard Huber          | pracownik cywilny   | właściciel fabryki           | 2 lata pozbawienia wolności |
| Otto Wichmann           | nieznany            | nieznana                     | uniewinniony                |

## Proces załogi Dachau (US vs. Albert Schaal i inni) w dniach 13–14 marca 1947 roku
Na ławie oskarżonych zasiadło trzech byłych członków załogi obozu koncentracyjnego Dachau. Wszyscy skazani zostali na terminowe kary pozbawienia wolności.
Wyrok amerykańskiego trybunału wojskowego w procesie załogi Dachau (US vs. Albert Schaal i inni):
| Oskarżony     | Stopień             | Funkcja              | Wyrok                       |
| ------------- | ------------------- | -------------------- | --------------------------- |
| Albert Schaal | SS-Rottenführer     | strażnik             | 10 lat pozbawienia wolności |
| Rudolf Bürger | SS-Unterscharführer | strażnik w podobozie | 8 lat pozbawienia wolności  |
| Franz Brunold | SS-Rottenführer     | strażnik             | 5 lat pozbawienia wolności  |

## Proces załogi Dachau (US vs. Edgar Stiller i inni) w dniach 18–24 marca 1947 roku
Na ławie oskarżonych zasiadło czterech byłych członków załogi obozu koncentracyjnego Dachau. Wszyscy skazani zostali na terminowe kary pozbawienia wolności.
Wyrok amerykańskiego trybunału wojskowego w procesie załogi Dachau (US vs. Edgar Stiller i inni):
| Oskarżony     | Stopień             | Funkcja                          | Wyrok                                                                       |
| ------------- | ------------------- | -------------------------------- | --------------------------------------------------------------------------- |
| Heinrich Witt | SS-Oberscharführer  | komendant podobozu               | 11 lat pozbawienia wolności (karę zamieniono na 8 lat pozbawienia wolności) |
| Edgar Stiller | SS-Obersturmführer  | kierownik komanda więźniarskiego | 7 lat pozbawienia wolności                                                  |
| Ernst Reuter  | SS-Scharführer      | strażnik w podobozach            | 3 lata pozbawienia wolności                                                 |
| Oswald Högg   | SS-Unterscharführer | strażnik w podobozie             | 2 lata pozbawienia wolności                                                 |

## Proces załogi Dachau (US vs. August Ruhnke i inni) w dniach 16–18 kwietnia 1947 roku
Na ławie oskarżonych zasiadło trzech byłych członków załogi obozu koncentracyjnego Dachau. Jeden z oskarżonych skazany został na karę śmierci przez powieszenie, kolejnego skazano 5 lat pozbawienia wolności. Jednego natomiast uniewinniono.
Wyrok amerykańskiego trybunału wojskowego w procesie załogi Dachau (US vs. August Ruhnke i inni):
| Oskarżony           | Stopień             | Funkcja            | Wyrok                                                            |
| ------------------- | ------------------- | ------------------ | ---------------------------------------------------------------- |
| August Ruhnke       | SS-Hauptscharführer | komendant podobozu | śmierć przez powieszenie (wyrok wykonano 14 listopada 1947 roku) |
| Anton Eign          | pracownik cywilny   | nadzorca w fabryce | 5 lat pozbawienia wolności                                       |
| Wilhelm Karl Becker | nieznany            | nieznana           | uniewinniony                                                     |

## Proces załogi Dachau (US vs. Oskar Knoche i inni) w dniach 2–5 maja 1947 roku
Na ławie oskarżonych zasiadło dwóch byłych członków załogi obozu koncentracyjnego Dachau. Obaj skazani zostali na terminowe kary pozbawienia wolności.
Wyrok amerykańskiego trybunału wojskowego w procesie załogi Dachau (US vs. Michael Greil i inni):
| Oskarżony         | Stopień             | Funkcja  | Wyrok                       |
| ----------------- | ------------------- | -------- | --------------------------- |
| Oskar Knoche      | SS-Unterscharführer | strażnik | 4 lata pozbawienia wolności |
| Jon Wilhelm Heyne | SS-Unterscharführer | strażnik | 4 lata pozbawienia wolności |

## Proces załogi Dachau (US vs. Michael Greil i inni) w dniach 6–9 maja 1947 roku
Na ławie oskarżonych zasiadło pięciu byłych członków załogi obozu koncentracyjnego Dachau. Wszyscy skazani zostali na terminowe kary pozbawienia wolności.
Wyrok amerykańskiego trybunału wojskowego w procesie załogi Dachau (US vs. Michael Greil i inni):
| Oskarżony        | Stopień             | Funkcja                                   | Wyrok                         |
| ---------------- | ------------------- | ----------------------------------------- | ----------------------------- |
| Christian Haist  | SS-Oberscharführer  | dowódca plutonu wartowniczego w podobozie | 5 lat pozbawienia wolności    |
| Michael Greil    | SS-Rottenführer     | strażnik                                  | 4 lata pozbawienia wolności   |
| Hermann Hanschen | SS-Scharführer      | urzędnik administracji obozowej           | 3 lata pozbawienia wolności   |
| Karl Holderbaum  | SS-Oberschütze      | urzędnik administracji obozowej           | 3 lata pozbawienia wolności   |
| Bruno Jakusch    | SS-Unterscharführer | kierownik komanda więźniarskiego          | 2,5 roku pozbawienia wolności |

## Proces załogi Dachau (US vs. Nikolaus Fiedler i inni) w dniach 22–23 maja 1947 roku
Na ławie oskarżonych zasiadło pięciu byłych członków załogi obozu koncentracyjnego Dachau. Wszyscy skazani zostali na terminowe kary pozbawienia wolności.
Wyrok amerykańskiego trybunału wojskowego w procesie załogi Dachau (US vs. Nikolaus Fiedler i inni):
| Oskarżony        | Stopień             | Funkcja                          | Wyrok                       |
| ---------------- | ------------------- | -------------------------------- | --------------------------- |
| Max Lengefelder  | SS-Scharführer      | strażnik                         | 6 lat pozbawienia wolności  |
| Nikolaus Fiedler | SS-Oberscharführer  | Blockführer                      | 5 lat pozbawienia wolności  |
| Karl Kiepfer     | SS-Hauptscharführer | kierownik komanda więźniarskiego | 3 lata pozbawienia wolności |
| Josef Muller     | SS-Hauptscharführer | urzędnik administracji obozowej  | 3 lata pozbawienia wolności |
| Kurt Rauch       | SS-Oberscharführer  | urzędnik administracji obozowej  | 3 lata pozbawienia wolności |

## Proces załogi Dachau (US vs. Alois Mühlbauer i inni) w dniu 11 czerwca 1947 roku
Na ławie oskarżonych zasiadło dwóch byłych członków załogi obozu koncentracyjnego Dachau. Obaj skazani zostali na terminowe kary pozbawienia wolności.
Wyrok amerykańskiego trybunału wojskowego w procesie załogi Dachau (US vs. Alois Mühlbauer i inni):
| Oskarżony       | Stopień            | Funkcja                       | Wyrok                       |
| --------------- | ------------------ | ----------------------------- | --------------------------- |
| Alois Mühlbauer | więzień funkcyjny  | oberkapo w podobozie          | 6 lat pozbawienia wolności  |
| August Stoltz   | SS-Obersturmführer | dowódca kompanii wartowniczej | 4 lata pozbawienia wolności |

## Proces załogi Dachau (US vs. Nikolaus Kahles i inni) w dniu 11 czerwca 1947 roku
Na ławie oskarżonych zasiadło dwóch byłych członków załogi obozu koncentracyjnego Dachau. Obaj skazani zostali na karę śmierci przez powieszenie.
Wyrok amerykańskiego trybunału wojskowego w procesie załogi Dachau (US vs. Nikolaus Kahles i inni):
| Oskarżony       | Stopień        | Funkcja              | Wyrok                                                                         |
| --------------- | -------------- | -------------------- | ----------------------------------------------------------------------------- |
| Nikolaus Kahles | SS-Schütze     | strażnik w podobozie | śmierć przez powieszenie (wyrok wykonano 14 listopada 1947 roku)              |
| Stefan Krech    | SS-Oberschütze | strażnik w podobozie | śmierć przez powieszenie (karę zamieniono na dożywotnie pozbawienie wolności) |

## Proces załogi Dachau (US vs. August Burkhardt i inni) w dniach 16–17 czerwca 1947 roku
Na ławie oskarżonych zasiadło trzech byłych członków załogi obozu koncentracyjnego Dachau. Wszyscy skazani zostali na terminowe kary pozbawienia wolności.
Wyrok amerykańskiego trybunału wojskowego w procesie załogi Dachau (US vs. August Burkhardt i inni):
| Oskarżony        | Stopień            | Funkcja                   | Wyrok                                    |
| ---------------- | ------------------ | ------------------------- | ---------------------------------------- |
| Alfred Kraus     | SS-Rottenführer    | Rapportfuhrer w podobozie | 15 lat pozbawienia wolności              |
| Karl Hans Wehner | SS-Rottenführer    | strażnik w podobozach     | 5 lat pozbawienia wolności               |
| August Burkhardt | SS-Oberscharführer | zastępca Rapportfuhrera   | 2 lata i 2 miesiące pozbawienia wolności |

## Proces załogi Dachau (US vs. Johann Antkowiak i inni) w dniach 30 czerwca – 1 lipca 1947 roku
Na ławie oskarżonych zasiadło dwóch byłych członków załogi obozu koncentracyjnego Dachau. Obaj skazani zostali na terminowe kary pozbawienia wolności.
Wyrok amerykańskiego trybunału wojskowego w procesie załogi Dachau (US vs. Johann Antkowiak i inni):
| Oskarżony        | Stopień            | Funkcja             | Wyrok                       |
| ---------------- | ------------------ | ------------------- | --------------------------- |
| Johann Antkowiak | SS-Oberscharführer | strażnik            | 3 lata pozbawienia wolności |
| Rudolf Berger    | SS-Rottenführer    | kucharz w podobozie | 3 lata pozbawienia wolności |

## Proces załogi Dachau (US vs. Franz Fröschl i inni) w dniu 8 lipca 1947 roku
Na ławie oskarżonych zasiadło dwóch byłych członków załogi obozu koncentracyjnego Dachau. Obaj skazani zostali na terminowe kary pozbawienia wolności.
Wyrok amerykańskiego trybunału wojskowego w procesie załogi Dachau (US vs. Franz Fröschl i inni):
| Oskarżony      | Stopień        | Funkcja  | Wyrok                         |
| -------------- | -------------- | -------- | ----------------------------- |
| Fritz Hradilek | SS-Sturmmann   | strażnik | 3 lata pozbawienia wolności   |
| Franz Fröschl  | SS-Scharführer | strażnik | 2,5 roku pozbawienia wolności |

## Proces załogi Dachau (US vs. Michael Vogel i inni) w dniach 8–15 lipca 1947 roku
Na ławie oskarżonych zasiadło siedmiu byłych członków załogi Mühldorf, podobozu Dachau. Czterej oskarżeni skazani zostali na dożywotnie pozbawienie wolności, dwóch na terminowe kary pozbawienia wolności, a jednego uniewinniono.
Wyrok amerykańskiego trybunału wojskowego w procesie załogi Dachau (US vs. Michael Vogel i inni):
| Oskarżony        | Stopień           | Funkcja                            | Wyrok                           |
| ---------------- | ----------------- | ---------------------------------- | ------------------------------- |
| Michael Vogel    | nieznany (SS)     | strażnik w Mühldorf                | dożywotnie pozbawienie wolności |
| Franz Neubauer   | nieznany (SS)     | zastępca Rapportführera w Mühldorf | dożywotnie pozbawienie wolności |
| Josef Hinterseer | nieznany (SS)     | strażnik w Mühldorf                | dożywotnie pozbawienie wolności |
| Josef Unrecht    | więzień funkcyjny | kapo w Mühldorf                    | dożywotnie pozbawienie wolności |
| Wilhelm Süss     | SS-Scharführer    | urzędnik administracji obozowej    | 15 lat pozbawienia wolności     |
| Johann Trummer   | nieznany (SS)     | strażnik w Mühldorf                | 4 lata pozbawienia wolności     |
| Josef Riener     | nieznany (SS)     | strażnik w Mühldorf                | uniewinniony                    |

## Proces załogi Dachau (US vs. Wilhelm Metzler i inni) w dniu 10 lipca 1947 roku
Na ławie oskarżonych zasiadło dwóch byłych członków załogi obozu koncentracyjnego Dachau. Obaj skazani zostali na terminowe kary pozbawienia wolności.
Wyrok amerykańskiego trybunału wojskowego w procesie załogi Dachau (US vs. Wilhelm Metzler i inni):
| Oskarżony       | Stopień           | Funkcja                                      | Wyrok                       |
| --------------- | ----------------- | -------------------------------------------- | --------------------------- |
| Wilhelm Metzler | więzień funkcyjny | kapo w podobozie                             | 10 lat pozbawienia wolności |
| Christian Ferg  | SS-Scharführer    | kierownik komanda więźniarskiego w podobozie | 5 lat pozbawienia wolności  |

## Proces załogi Dachau (US vs. Franz Kohn i inni) w dniach 14–22 lipca 1947 roku
Na ławie oskarżonych zasiadło siedmiu byłych członków załogi obozu koncentracyjnego Dachau. Wszyscy skazani zostali na terminowe kary pozbawienia wolności.
Wyrok amerykańskiego trybunału wojskowego w procesie załogi Dachau (US vs. Franz Kohn i inni):
| Oskarżony        | Stopień             | Funkcja                          | Wyrok                                                                        |
| ---------------- | ------------------- | -------------------------------- | ---------------------------------------------------------------------------- |
| Andreas Schuh    | SS-Hauptscharführer | Rapportführer                    | 20 lat pozbawienia wolności (kara zamieniona na 10 lat pozbawienia wolności) |
| Kurt Leyser      | SS-Scharführer      | obozowe gestapo                  | 20 lat pozbawienia wolności (kara zamieniona na 5 lat pozbawienia wolności)  |
| Georg Lobzensky  | SS-Scharführer      | Blockführer                      | 10 lat pozbawienia wolności (kara zamieniona na 5 lat pozbawienia wolności)  |
| Ernst Wicklein   | SS-Scharführer      | Blockführer                      | 10 lat pozbawienia wolności (kara zamieniona na 5 lat pozbawienia wolności)  |
| Franz Kohn       | SS-Oberscharführer  | kierownik komanda więźniarskiego | 5 lat pozbawienia wolności                                                   |
| Johann Reiss     | SS-Oberscharführer  | Blockführer                      | 5 lat pozbawienia wolności                                                   |
| Julius Wollbrink | SS-Oberscharführer  | kierownik komanda więźniarskiego | 5 lat pozbawienia wolności                                                   |

## Proces załogi Dachau (US vs. Wilhelm Kemm i inni) w dniach 23–24 lipca 1947 roku
Na ławie oskarżonych zasiadło dziewięciu byłych członków załogi obozu koncentracyjnego Dachau. Wszyscy, prócz jednego, skazani zostali na terminowe kary pozbawienia wolności.
Wyrok amerykańskiego trybunału wojskowego w procesie załogi Dachau (US vs. Wilhelm Kemm i inni):
| Oskarżony         | Stopień            | Funkcja                       | Wyrok                                                                        |
| ----------------- | ------------------ | ----------------------------- | ---------------------------------------------------------------------------- |
| Hans Moser        | SS-Oberscharführer | kierownik obozowej kantyny    | 15 lat pozbawienia wolności (kara zamieniona na 10 lat pozbawienia wolności) |
| Julius Panitz     | SS-Obersturmführer | dowódca kompanii wartowniczej | 15 lat pozbawienia wolności (wyrok unieważniono)                             |
| Albert Mörtel     | nieznana (SS)      | podoficer medyczny            | 11 lat pozbawienia wolności (kara zamieniona na 8 lat pozbawienia wolności)  |
| Fritz Schneider   | SS-Obersturmführer | nieznana                      | 10 lat pozbawienia wolności (kara zamieniona na 5 lat pozbawienia wolności)  |
| Hubert Schülter   | SS-Scharführer     | Blockführer                   | 5 lat pozbawienia wolności                                                   |
| Hans Sengenberger | nieznana (SS)      | Blockführer                   | 5 lat pozbawienia wolności                                                   |
| Hans Sitte        | SS-Scharführer     | podoficer medyczny            | 5 lat pozbawienia wolności (kara zamieniona na 3 lata pozbawienia wolności)  |
| Wilhelm Kemm      | nieznana (SS)      | Blockführer                   | 5 lat pozbawienia wolności (wyrok unieważniono)                              |
| Wilhelm Moritz    | nieznany           | nieznana                      | uniewinniony                                                                 |

## Proces załogi Dachau (US vs. Ludwig Silbermann i inni) w dniach 23–24 lipca 1947 roku
Na ławie oskarżonych zasiadło pięciu byłych członków załogi obozu koncentracyjnego Dachau. Trzech skazanych zostało na terminowe kary pozbawienia wolności. Pozostałych uniewinniono.
Wyrok amerykańskiego trybunału wojskowego w procesie załogi Dachau (US vs. Ludwig Silbermann i inni):
| Oskarżony         | Stopień             | Funkcja                                      | Wyrok                       |
| ----------------- | ------------------- | -------------------------------------------- | --------------------------- |
| Ludwig Alberth    | SS-Unterscharführer | kierownik komanda więźniarskiego w podobozie | 10 lat pozbawienia wolności |
| Ludwig Silbermann | SS-Unterscharführer | strażnik                                     | 6 lat pozbawienia wolności  |
| Wilhelm Deeg      | SS-Unterscharführer | strażnik w podobozie                         | 4 lata pozbawienia wolności |
| Robert Pahl       | nieznany            | nieznana                                     | uniewinniony                |
| Josef Berger      | nieznany            | nieznana                                     | uniewinniony                |

## Proces załogi Dachau (US vs. Christian Heller i inni) w dniach 24–25 lipca 1947 roku
Na ławie oskarżonych zasiadło dwóch byłych członków załogi obozu koncentracyjnego Dachau. Obaj zostali uniewinnieni.
Wyrok amerykańskiego trybunału wojskowego w procesie załogi Dachau (US vs. Christian Heller i inni):
| Oskarżony        | Stopień           | Funkcja                                      | Wyrok        |
| ---------------- | ----------------- | -------------------------------------------- | ------------ |
| Christian Heller | więzień funkcyjny | kapo w podobozie                             | uniewinniony |
| Otto Schmelzie   | nieznany (SS)     | kierownik komanda więźniarskiego w podobozie | uniewinniony |

## Proces załogi Dachau (US vs. Karl Lippmann i inni) w dniach 30–31 lipca 1947 roku
Na ławie oskarżonych zasiadło dwóch byłych członków załogi obozu koncentracyjnego Dachau. Obaj zostali skazani na kary pozbawienia wolności, w tym jeden na dożywotnie pozbawienie wolności.
Wyrok amerykańskiego trybunału wojskowego w procesie załogi Dachau (US vs. Karl Lippmann i inni):
| Oskarżony        | Stopień        | Funkcja                      | Wyrok                                    |
| ---------------- | -------------- | ---------------------------- | ---------------------------------------- |
| Karl Lippmann    | SS-Scharführer | adiutant komendanta podobozu | dożywotnie pozbawienie wolności          |
| Rudolf Schmieder | SS-Schütze     | strażnik w podobozie         | 2 lata i 4 miesiące pozbawienia wolności |

## Proces załogi Dachau (US vs. Heinrich Beck i inni) w dniach 30–31 lipca 1947 roku
Na ławie oskarżonych zasiadło trzech byłych członków załogi obozu koncentracyjnego Dachau. Jeden został skazany na 3 lata pozbawienia wolności, pozostałych uniewinniono.
Wyrok amerykańskiego trybunału wojskowego w procesie załogi Dachau (US vs. Heinrich Beck i inni):
| Oskarżony       | Stopień            | Funkcja                          | Wyrok                       |
| --------------- | ------------------ | -------------------------------- | --------------------------- |
| Heinrich Beck   | SS-Oberscharführer | kierownik komanda więźniarskiego | 3 lata pozbawienia wolności |
| Stefan Hupfer   | nieznany           | nieznana                         | uniewinniony                |
| Wendelin Müller | nieznany           | nieznana                         | uniewinniony                |

## Proces załogi Dachau (US vs. Johannes Berscheid i inni) w dniach 12–25 sierpnia 1947 roku
Na ławie oskarżonych zasiadło ośmiu byłych członków załogi obozu koncentracyjnego Dachau. Sześciu skazano na terminowe kary pozbawienia wolności, pozostałych uniewinniono.
Wyrok amerykańskiego trybunału wojskowego w procesie załogi Dachau (US vs. Johannes Berscheid i inni):
| Oskarżony          | Stopień            | Funkcja                                      | Wyrok                       |
| ------------------ | ------------------ | -------------------------------------------- | --------------------------- |
| Johannes Berscheid | SS-Rottenführer    | kierownik komanda więźniarskiego w podobozie | 15 lat pozbawienia wolności |
| Franz Pietzarka    | nieznany (SS)      | kierownik komanda więźniarskiego w podobozie | 15 lat pozbawienia wolności |
| Wilhelm Bolk       | SS-Oberscharführer | kierownik komanda więźniarskiego w podobozie | 15 lat pozbawienia wolności |
| Iwan Denesowytsch  | SS-Mann            | strażnik w podobozie                         | 5 lat pozbawienia wolności  |
| Emil Euchner       | SS-Rottenführer    | strażnik w podobozie                         | 5 lat pozbawienia wolności  |
| Heinrich Lechner   | pracownik cywilny  | nadzorca w fabryce Messerschmitta            | 5 lat pozbawienia wolności  |
| Jakob Peter Bosch  | nieznany           | nieznana                                     | uniewinniony                |
| Franz Silbernagel  | nieznany           | nieznana                                     | uniewinniony                |

## Proces załogi Dachau (US vs. Anton Stinglwagner i inni) w dniach 12–14 sierpnia 1947 roku
Na ławie oskarżonych zasiadło dwóch byłych członków załogi obozu koncentracyjnego Dachau. Obaj zostali skazani, w tym jeden na karę śmierci, a drugi na dożywotnie pozbawienie wolności.
Wyrok amerykańskiego trybunału wojskowego w procesie załogi Dachau (US vs. Anton Stinglwagner i inni):
| Oskarżony          | Stopień        | Funkcja         | Wyrok                                                                            |
| ------------------ | -------------- | --------------- | -------------------------------------------------------------------------------- |
| Anton Stinglwagner | SS-Scharführer | Blockführer     | śmierć przez powieszenie (kara zamieniona na dożywotnie pozbawienie wolności)    |
| Max Lengfelder     | SS-Scharführer | obozowe gestapo | dożywotnie pozbawienie wolności (kara zamieniona na 20 lat pozbawienia wolności) |

## Proces załogi Dachau (US vs. Johann Kastner i inni) w dniach 4–9 września 1947 roku
Na ławie oskarżonych zasiadło trzech byłych członków załogi obozu koncentracyjnego Dachau. Jeden został skazany na dożywotnie pozbawienie wolności, pozostali na terminowe kary pozbawienia wolności.
Wyrok amerykańskiego trybunału wojskowego w procesie załogi Dachau (US vs. Johann Kastner i inni):
| Oskarżony          | Stopień            | Funkcja                                   | Wyrok                           |
| ------------------ | ------------------ | ----------------------------------------- | ------------------------------- |
| Johann Kastner     | kapitan Wehrmachtu | dowódca kompanii wartowniczej w podobozie | dożywotnie pozbawienie wolności |
| Johann Murlaschitz | SS-Rottenführer    | strażnik w podobozie                      | 10 lat pozbawienia wolności     |
| Josef Lütkenhorst  | SS-Rottenführer    | strażnik w podobozie                      | 3 lata pozbawienia wolności     |

## Proces załogi Dachau (US vs. Johann König i inni)w dniach 29 września – 7 października 1947 roku
Na ławie oskarżonych zasiadło pięciu byłych członków załogi obozu koncentracyjnego Dachau. Dwóch zostało skazanych na dożywotnie pozbawienie wolności, pozostali na terminowe kary pozbawienia wolności.
Wyrok amerykańskiego trybunału wojskowego w procesie załogi Dachau (US vs. Johann König i inni):
| Oskarżony               | Stopień             | Funkcja                                   | Wyrok                                                                       |
| ----------------------- | ------------------- | ----------------------------------------- | --------------------------------------------------------------------------- |
| Johann König            | SS-Scharführer      | kierownik komanda więźniarskiego w Allach | dożywotnie pozbawienie wolności                                             |
| Karl Heinrich Schneider | SS-Unterscharführer | dowódca oddziałów wartowniczych w Allach  | dożywotnie pozbawienie wolności                                             |
| Rolf Kurz               | nieznany (SS)       | blokowy w Allach                          | 20 lat pozbawienia wolności                                                 |
| Artur Schäfer           | SS-Scharführer      | kierownik komanda więźniarskiego w Allach | 20 lat pozbawienia wolności (kara zamieniona na 5 lat pozbawienia wolności) |
| Ernst Hermann Paulus    | SS-Scharführer      | kierownik komanda więźniarskiego w Allach | 5 lat pozbawienia wolności                                                  |

## Proces załogi Dachau (US vs. Ludwig Grund i inni) w dniach 24 października – 6 listopada 1947 roku
Na ławie oskarżonych zasiadło dwóch byłych członków załogi obozu koncentracyjnego Dachau. Jeden z oskarżonych skazany został na 10 lat pozbawienia wolności, drugiego uniewinniono.
Wyrok amerykańskiego trybunału wojskowego w procesie załogi Dachau (US vs. Ludwig Grund i inni):
| Oskarżony    | Stopień            | Funkcja                   | Wyrok                       |
| ------------ | ------------------ | ------------------------- | --------------------------- |
| Ludwig Grund | SS-Oberscharführer | Rapportfuhrer w podobozie | 10 lat pozbawienia wolności |
| Johann Wirth | nieznany           | nieznana                  | uniewinniony                |

## Proces załogi Dachau (US vs. Rudolf Brachtel i inni) w dniach 24 listopada – 11 grudnia 1947 roku
Na ławie oskarżonych zasiadło dwóch byłych członków załogi obozu koncentracyjnego Dachau. Obaj zostali uniewinnieni.
Wyrok amerykańskiego trybunału wojskowego w procesie załogi Dachau (US vs. Rudolf Brachtel i inni):
| Oskarżony       | Stopień             | Funkcja                  | Wyrok        |
| --------------- | ------------------- | ------------------------ | ------------ |
| Rudolf Brachtel | SS-Hauptsturmführer | lekarz obozowy           | uniewinniony |
| Karl Zimmermann | więzień funkcyjny   | kapo w obozowym szpitalu | uniewinniony |

## Inne procesy członków załogi Dachau przed amerykańskim Trybunałem Wojskowym w Dachau
W latach 1946–1947 odbyło się też w Dachau wiele procesów, które dotyczyły pojedynczych członków personelu obozu Dachau.
W ich wyniku osądzono następujące osoby:
| Oskarżony            | Stopień             | Funkcja                                         | Data procesu                       | Wyrok                                                                            |
| -------------------- | ------------------- | ----------------------------------------------- | ---------------------------------- | -------------------------------------------------------------------------------- |
| Alois Wipplinger     | SS-Oberscharführer  | komendant podobozu                              | 2–5 grudnia 1946 roku              | dożywotnie pozbawienie wolności                                                  |
| Heinrich Palme       | SS-Unterscharführer | kierownik komanda więźniarskiego w podobozie    | 21–26 grudnia 1946 roku            | 12 lat pozbawienia wolności                                                      |
| Hermann Zisch        | SS-Unterscharführer | kierownik magazynu zaopatrzeniowego w podobozie | 3 stycznia – 3 lutego 1947 roku    | śmierć przez powieszenie (wyrok wykonano 29 września 1947 roku)                  |
| Gottfried Winter     | SS-Oberscharführer  | Blockführer                                     | 17–20 stycznia 1947 roku           | 20 lat pozbawienia wolności                                                      |
| Josef Hermer         | SS-Unterscharführer | Arbeitseinsatzführer w podobozie                | 24–27 stycznia 1947 roku           | 15 lat pozbawienia wolności                                                      |
| Georg Deffner        | SS-Oberscharführer  | komendant podobozu                              | 6–11 lutego 1947 roku              | 3 lata pozbawienia wolności                                                      |
| Johann Adolf         | więzień funkcyjny   | kapo                                            | 24–25 lutego 1947 roku             | uniewinniony                                                                     |
| Julius Ueltzhoeffer  | SS-Oberscharführer  | kierownik komanda więźniarskiego                | 28 lutego – 3 marca 1947 roku      | dożywotnie pozbawienie wolności                                                  |
| Josef Deiner         | SS-Obersturmführer  | kierownik obozowej stolarni                     | 4–6 marca 1947 roku                | śmierć przez powieszenie (wyrok wykonano 14 listopada 1947 roku)                 |
| Kurt Stirnweis       | SS-Untersturmführer | kierownik komanda więźniarskiego                | 17 marca 1947 roku                 | 2 lata pozbawienia wolności (wyrok unieważniono)                                 |
| Josef Neuner         | SS-Hauptscharführer | zastępca Rapportführera                         | 27–28 marca 1947 roku              | śmierć przez powieszenie (wyrok wykonano 26 września 1947 roku)                  |
| Otto Herrloss        | nieznany (SS)       | strażnik w podobozie                            | 4–9 kwietnia 1947 roku             | uniewinniony                                                                     |
| Donatus Kössl        | pracownik cywilny   | nadzorca w fabryce                              | 29 kwietnia 1947 roku              | uniewinniony                                                                     |
| Wilhelm Ohnmacht     | nieznany (SS)       | kierownik komanda więźniarskiego                | 6 maja 1947 roku                   | uniewinniony                                                                     |
| Heinrich Trixl       | SS-Oberscharführer  | kierownik komanda więźniarskiego                | 9 maja 1947 roku                   | 30 lat pozbawienia wolności                                                      |
| Engelbert Sölken     | SS-Oberscharführer  | Arbeitseinsatzführer w podobozie                | 12–13 maja 1947 roku               | dożywotnie pozbawienie wolności                                                  |
| Karl Kuczmierczyk    | SS-Rottenführer     | strażnik w podobozach                           | 16 maja 1947 roku                  | śmierć przez powieszenie (karę zamieniono na dożywotnie pozbawienie wolności)    |
| Leonhard Meyer       | SS-Hauptscharführer | Rapportführer w podobozie                       | 23–29 maja 1947 roku               | dożywotnie pozbawienie wolności                                                  |
| Oskar Eifler         | nieznana            | nieznany                                        | 26–27 maja 1947 roku               | uniewinniony                                                                     |
| Nikolaus Muth        | więzień funkcyjny   | sztubowy                                        | 11 czerwca 1947 roku               | 3 lata pozbawienia wolności                                                      |
| Johannes Schairer    | SS-Oberscharführer  | kierownik komanda więźniarskiego w podobozie    | 20 czerwca 1947 roku               | 5 lat pozbawienia wolności                                                       |
| Georg Arz            | SS-Schütze          | strażnik w podobozach                           | 23 czerwca 1947 roku               | 5 lat pozbawienia wolności                                                       |
| Gottlob Frisch       | SS-Oberscharführer  | dowódca oddziałów wartowniczych w podobozie     | 26 czerwca 1947 roku               | 5 lat pozbawienia wolności (wyrok unieważniono)                                  |
| Karl Ehrenbock       | SS-Unterscharführer | kierownik komanda wieźniarskiego w podobozach   | 2–7 lipca 1947 roku                | 20 lat pozbawienia wolności                                                      |
| Franz Mielenz        | SS-Scharführer      | Rapportführer w podobozie                       | 14–15 sierpnia 1947 roku           | śmierć przez powieszenie (kara zamieniona na dożywotnie pozbawienie wolności)    |
| Peter Otter          | SS-Hauptscharführer | Blockführer                                     | 14–18 sierpnia 1947 roku           | śmierć przez powieszenie (kara zamieniona na dożywotnie pozbawienie wolności)    |
| Theodor Stutz-Zenner | SS-Oberscharführer  | komendant podobozu                              | 21–22 sierpnia 1947 roku           | dożywotnie pozbawienie wolności                                                  |
| Ernst Schmidt        | więzień funkcyjny   | starszy bloku                                   | 26 sierpnia 1947 roku              | dożywotnie pozbawienie wolności                                                  |
| Anton Bittruf        | SS-Oberscharfuhrer  | kierownik komanda więźniarskiego                | 29 sierpnia – 3 września 1947 roku | śmierć przez powieszenie (wyrok unieważniono)                                    |
| Josef Remmele        | SS-Hauptscharführer | Rapportführer                                   | 9–15 września 1947 roku            | śmierć przez powieszenie (wyrok wykonano 3 grudnia 1948 roku)                    |
| Heinz Thorenz        | SS-Rottenführer     | strażnik                                        | 11–12 września 1947 roku           | 5 lat pozbawienia wolności                                                       |
| Sebastian Schmid     | SS-Unterscharführer | urzędnik administracji obozowej                 | 15–18 września 1947 roku           | dożywotnie pozbawienie wolności (kara zamieniona na 10 lat pozbawienia wolności) |
| Georg Schallermair   | SS-Hauptscharführer | Rapportfuhrer w podobozie                       | 18–23 września 1947 roku           | śmierć przez powieszenie (wyrok wykonano 8 czerwca 1951 roku)                    |
| Franz Bendl          | SS-Schütze          | strażnik                                        | 16–17 października 1947 roku       | 20 lat pozbawienia wolności                                                      |